# Lago di Garda
(Dante Alighieri, Inferno, Canto XX)
Il lago di Garda o Benaco (/beˈnako/, oppure /ˈbɛnako/ secondo la dizione locale) è il maggiore lago italiano, con una superficie di circa 370 km². Cerniera fra tre regioni, Lombardia (provincia di Brescia), Veneto (provincia di Verona) e Trentino-Alto Adige (provincia autonoma di Trento), è posto in parallelo all'Adige, da cui è diviso dal massiccio del monte Baldo. A settentrione si presenta stretto a imbuto mentre a meridione si allarga, circondato da colline moreniche che rendono più dolce il paesaggio. Il lago è un'importante meta turistica ed è visitato ogni anno da milioni di persone.

## Etimologia e pronuncia
In epoca romana il lago era conosciuto come Benacus e da alcuni era venerato come dio Benacus, personificazione stessa del lago, talvolta associata al culto del dio Nettuno. Oggi è meglio noto come lago di Garda, toponimo attestato fin dal Medioevo e di origine germanica, derivante da quello dell'omonima cittadina sulla sponda veronese del lago, la quale, insieme a un'altra località celebre del lago, Gardone Riviera, e altre meno conosciute, come Gàrdola, Gardoncino, Gardoni, Guàrdola e Le Garde, testimonia la presenza germanica che va dal VI all'VIII secolo, in particolare quella longobarda.
Il toponimo Garda, con il quale è chiamato il lago già in alcuni documenti dell'VIII secolo, è l'evoluzione della voce germanica warda, ovvero "luogo di guardia" o "luogo di osservazione". Il toponimo classico del lago, ovvero Benācus lacus (Benaco), è quasi sicuramente di origine celtica, precedente quindi alla romanizzazione, e dovrebbe derivare da bennacus, confrontabile con l'irlandese bennach, e significherebbe "cornuto", ovvero dai molti promontori. La traduzione "cornuto" viene anche interpretata in riferimento alla penisola di Sirmione.
La voce latina di Benaco è attestata come Benācus, -i e presuppone quindi un accento piano (Benàco): la versione italiana dell'accento tonico rimane fedele all'accentazione latina, quindi va pronunciato con l'accento sulla "a". Gli abitanti del lago, in particolar modo quelli della sponda veronese, pronunciano il nome Benaco con l'accento sulla "e", ovvero Bènaco. Resta oscuro il motivo per cui i nativi delle zone del lago tendono ad utilizzare la versione con l'accento sdrucciolo del nome.

## Geografia fisica

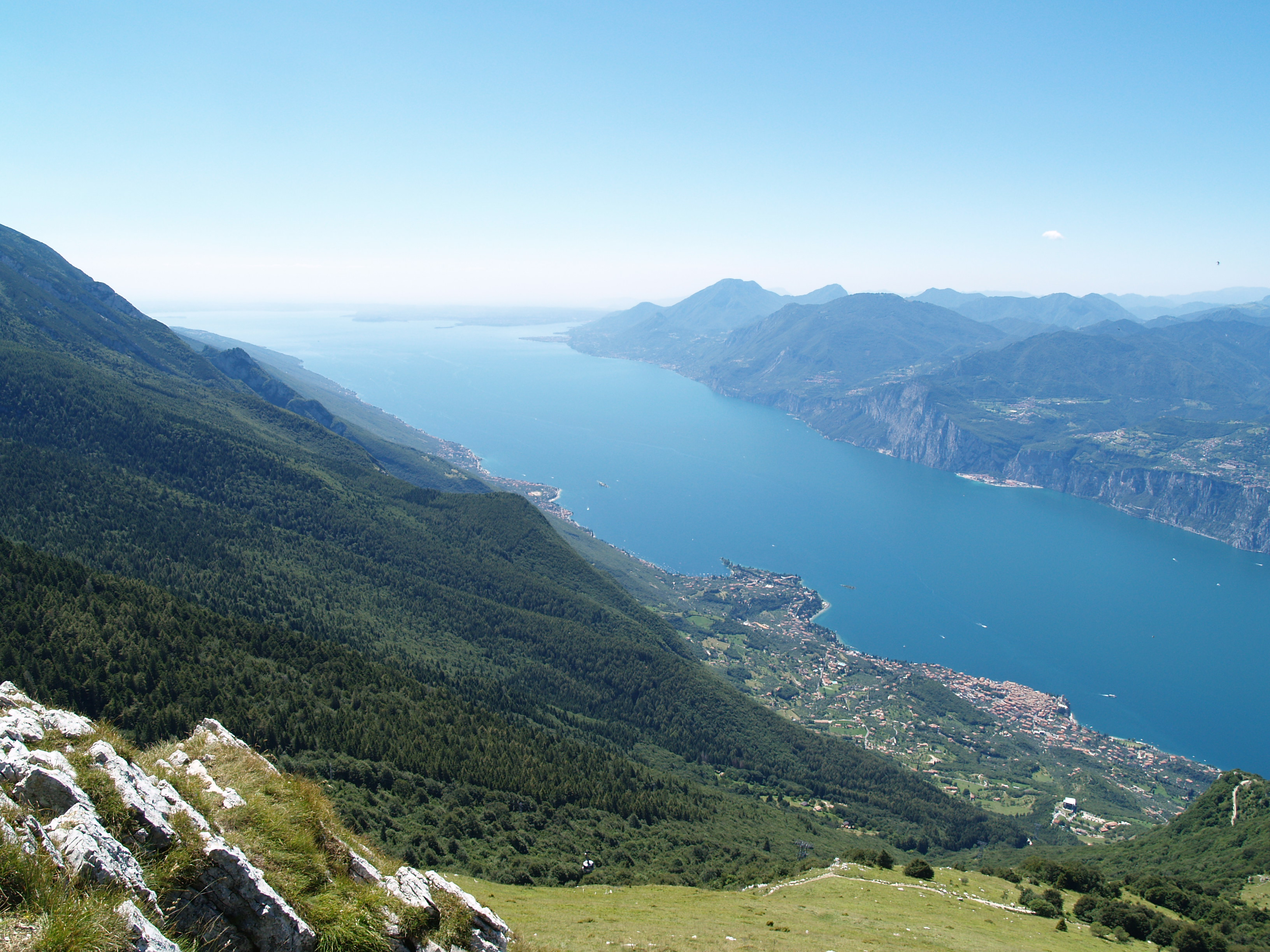
Il lago ripreso dal monte Baldo; si può osservare in primo piano la parte settentrionale, stretta tra le montagne, e sullo sfondo quella meridionale, che si apre verso la Pianura Padana

### Territorio
La parte settentrionale del lago è situata in una depressione che si insinua in direzione NE-SW all'interno delle Prealpi, mentre la parte meridionale occupa un'area dell'alta Pianura Padana: si distinguono quindi un tratto vallivo e uno pedemontano, il primo di forma stretta e allungata, il secondo ampio e semicircolare. Una caratteristica del Garda è la dimensione limitata del bacino idrografico (2 290 km²) rispetto alla superficie lacustre: ad una lunghezza di 52 km del lago corrispondono i 95 km del bacino, mentre le rispettive larghezze sono di 16 km e 42 km. Lo spartiacque orientale del bacino idrografico benacense presenta una direzione parallela all'asse del lago, mentre quello occidentale ha un andamento più sinuoso. All'interno del bacino i rilievi maggiori sono la cima Presanella (3 556 m) e il monte Adamello (3 554 m), anche se la maggior parte del territorio è compreso tra i 65 e i 1 500 m. Morfologicamente il bacino idrografico del Garda è suddivisibile in quattro aree: la pianura di circa 200 km², la superficie lacustre di circa 370 km², la porzione occidentale di circa 500 km² e quella orientale di circa 1 040 km².

### Colline moreniche

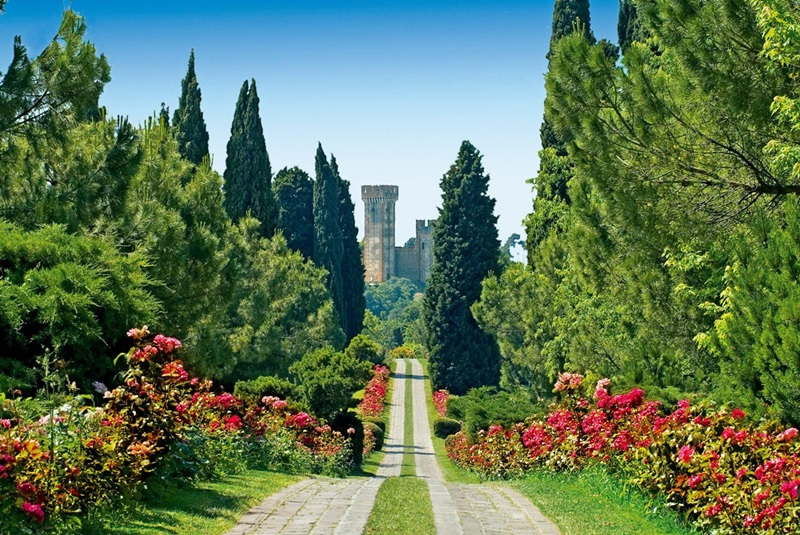
Il parco giardino Sigurtà, nel cuore delle colline moreniche veronesi; sullo sfondo il castello scaligero di Valeggio sul Mincio

A sud del lago di Garda, tra Brescia, Mantova e Verona, si sviluppa un grande anfiteatro morenico, ovvero un susseguirsi di cerchie collinari con interposte piccole aree pianeggianti, in alcuni casi palustri, originatisi grazie all'azione di trasporto e di deposito del grande ghiacciaio del Garda. Questi depositi morenici si formarono durante le glaciazioni Günz, Mindel, Riss e Würm: alle due più antiche, la Günz e la Mindel, sono attribuiti depositi morenici molto limitati, mentre alla glaciazione Riss sono attribuite le cerchie moreniche più esterne e alla glaciazione Würm quelle interne. La morfologia delle colline è dolce e dalle linee delicate; dai punti più alti è possibile avere la percezione dei rapporti che legano le colline con le montagne oltre che della forma circolare ad anfiteatro degli andamenti collinari.

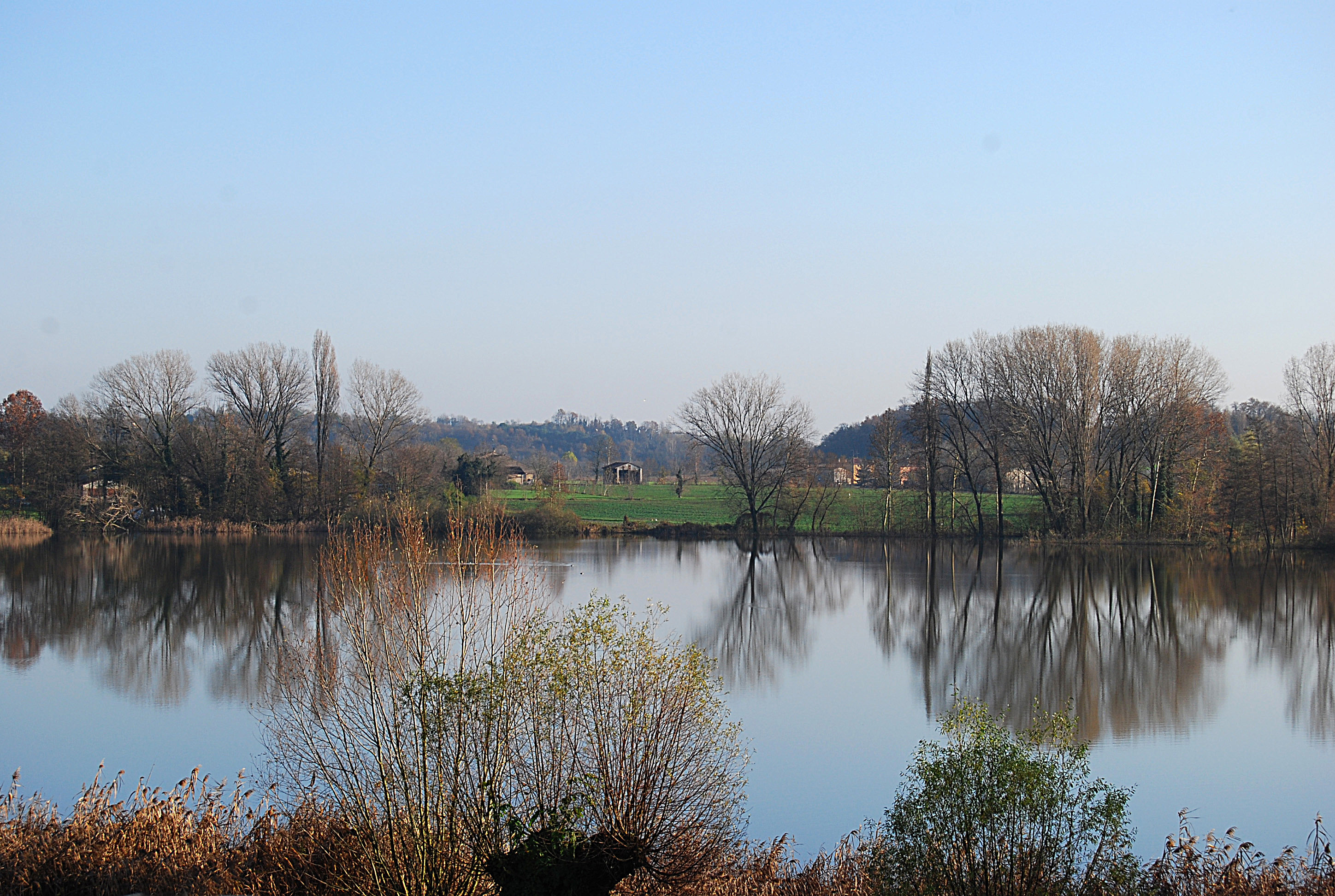
Il laghetto inframorenico di Castellaro Lagusello, nel mantovano

Queste zone, abitate sin dalla preistoria, sono ambienti di grande pregio naturalistico, con vegetazione tipica del clima mediterraneo come l'olivo, la vite, le agavi e altre piante, che crescono rigogliose grazie al microclima creato dal bacino del Garda, che rende l'inverno più mite rispetto a quanto si verifica presso gli altri grandi laghi alpini. Durante la primavera nascono fiori selvatici come primule, iris, violette e gigli rossi, mentre in estate sbocciano alcune varietà di orchidee selvatiche. Grazie alla presenza di aree protette sopravvivono lepri e piccoli mammiferi selvatici, uccelli acquatici e rapaci, mentre stagni e fossati sono popolati da lucci, carpe e anguille. Gli allevamenti di bovini, di equini e altri animali domestici, conferiscono un aspetto bucolico al paesaggio collinare.
Particolarmente interessante è l'avifauna, grazie alla presenza dell'airone cinerino e rosso, la nitticora, il tarabuso, la garzetta e molte specie di anatidi (ad esempio l'alzavola, la marzaiola e il germano). Le colline sono un importante crocevia migratorio per numerose specie di falconiformi e vedono pure la presenza di numerose specie insettivore che tipicamente vivono in ambienti incontaminati.
Nel territorio sono presenti sia aree protette, come il parco regionale del Mincio, la riserva naturale di Castellaro Lagusello e il biotipo del lago del Frassino, che parchi e giardini di grande rilevanza, come il celebre parco giardino Sigurtà.

### Isole

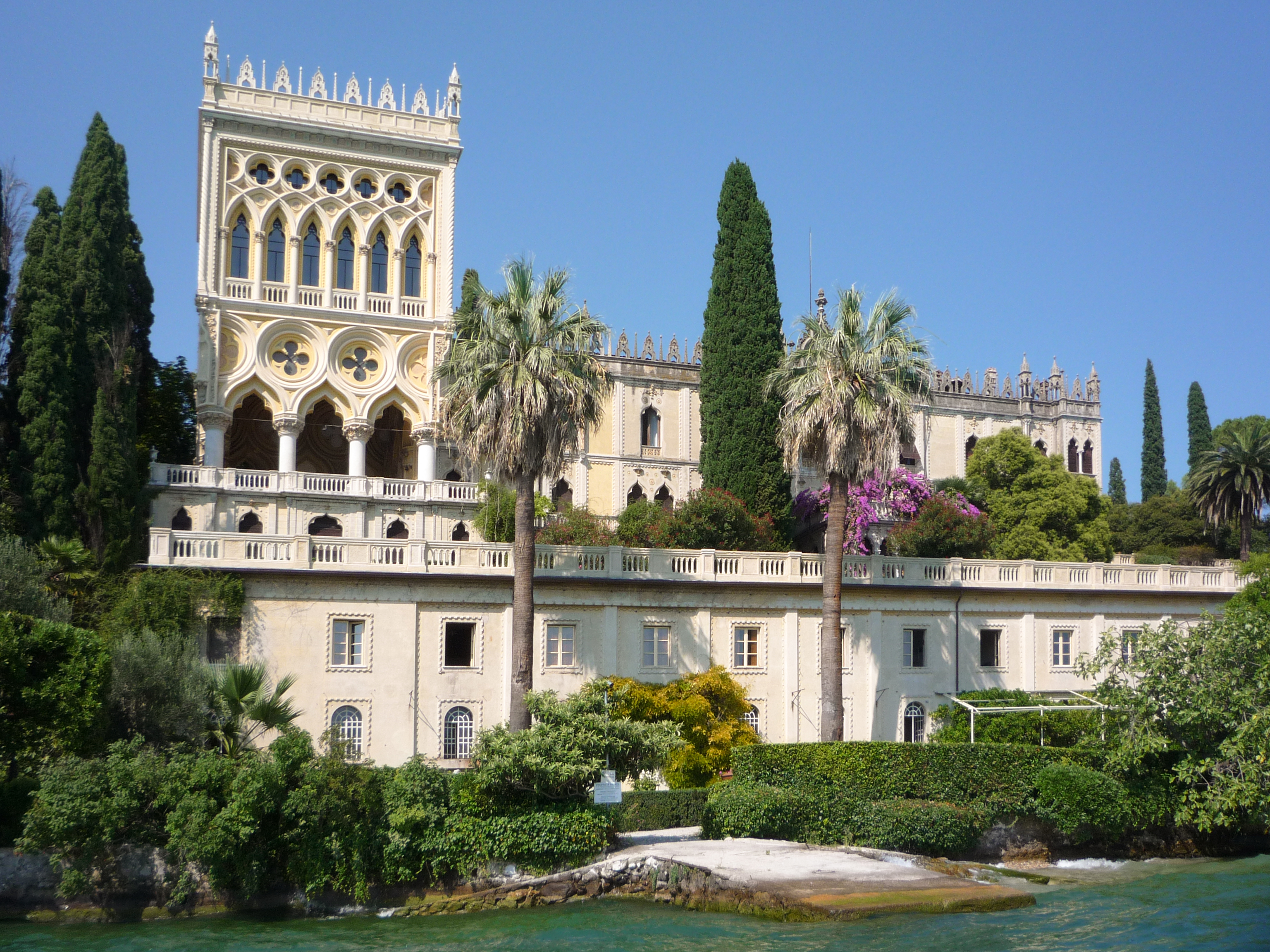
L'edificio in stile neogotico veneziano che sorge sull'isola del Garda

Nel lago sono presenti cinque isole, tutte di dimensioni piuttosto ridotte. La più grande è l'isola del Garda, su cui nel 1220 san Francesco d'Assisi fondò un monastero, soppresso nel Settecento, e su cui oggi sorge un palazzo ottocentesco in stile neogotico veneziano. A breve distanza si trova la seconda isola per dimensioni, l'isola di San Biagio, anche detta "dei Conigli" in quanto nel XVI secolo vi erano numerosi conigli che offrivano cacce abbondanti. L'isola, situata all'estremità sud-orientale del golfo di Manerba del Garda, si trova a breve distanza dalla costa e nei periodi di secca è raggiungibile a piedi.
Lungo la riva orientale si trovano altre tre isole, tutte di dimensioni modeste, situate nei dintorni di Malcesine: la più settentrionale è l'isola degli Olivi, quindi vi è l'isola del Sogno, anch'essa raggiungibile a piedi dalla costa nei periodi di secca, e infine la più meridionale, l'isola del Trimelone (o del Tremellone).

## Idrografia

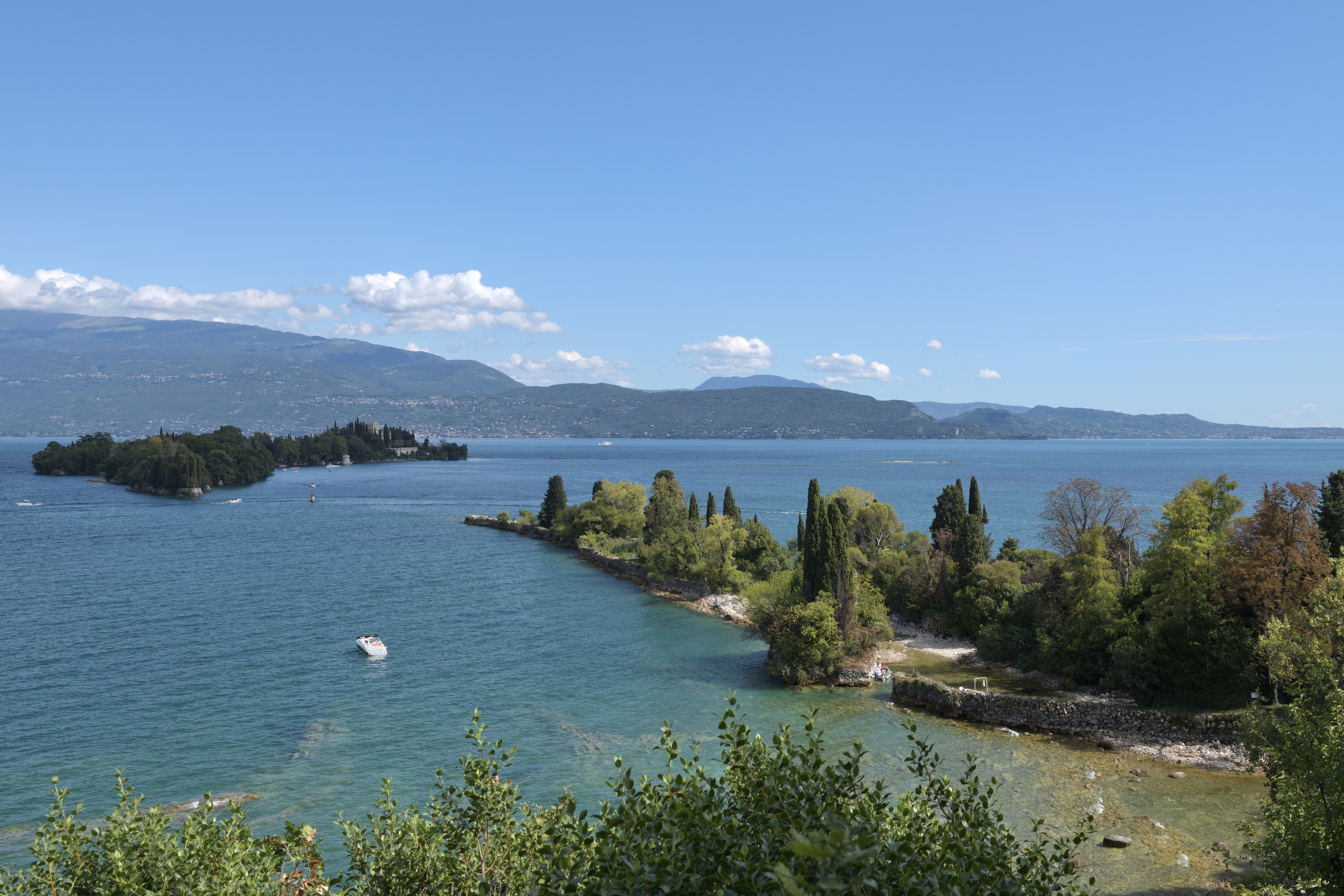
Il promontorio di San Fermo e, sullo sfondo, l'isola del Garda, nel territorio di San Felice del Benaco

### Livello e temperatura dell'acqua
Il livello medio delle acque del Garda, che si trova a 65 metri sopra il livello del mare, subisce variazioni stagionali piuttosto limitate, in particolare se rapportato agli altri grandi laghi prealpini: le oscillazioni massime sono di 1÷1,5 metri. La limitatezza di queste variazioni è merito delle dimensioni notevoli dell'invaso rispetto a quelle del bacino imbrifero che lo alimenta. La temperatura media delle sue acque superficiali è di 12 °C, che scende a 8 °C a 100 metri di profondità. La temperatura superficiale dell'acqua è però soggetta a variazioni notevoli nell'arco dell'anno: la temperatura minima a dicembre è di 6 °C mentre quella massima ad agosto è di 27 °C.

### Fenomeni

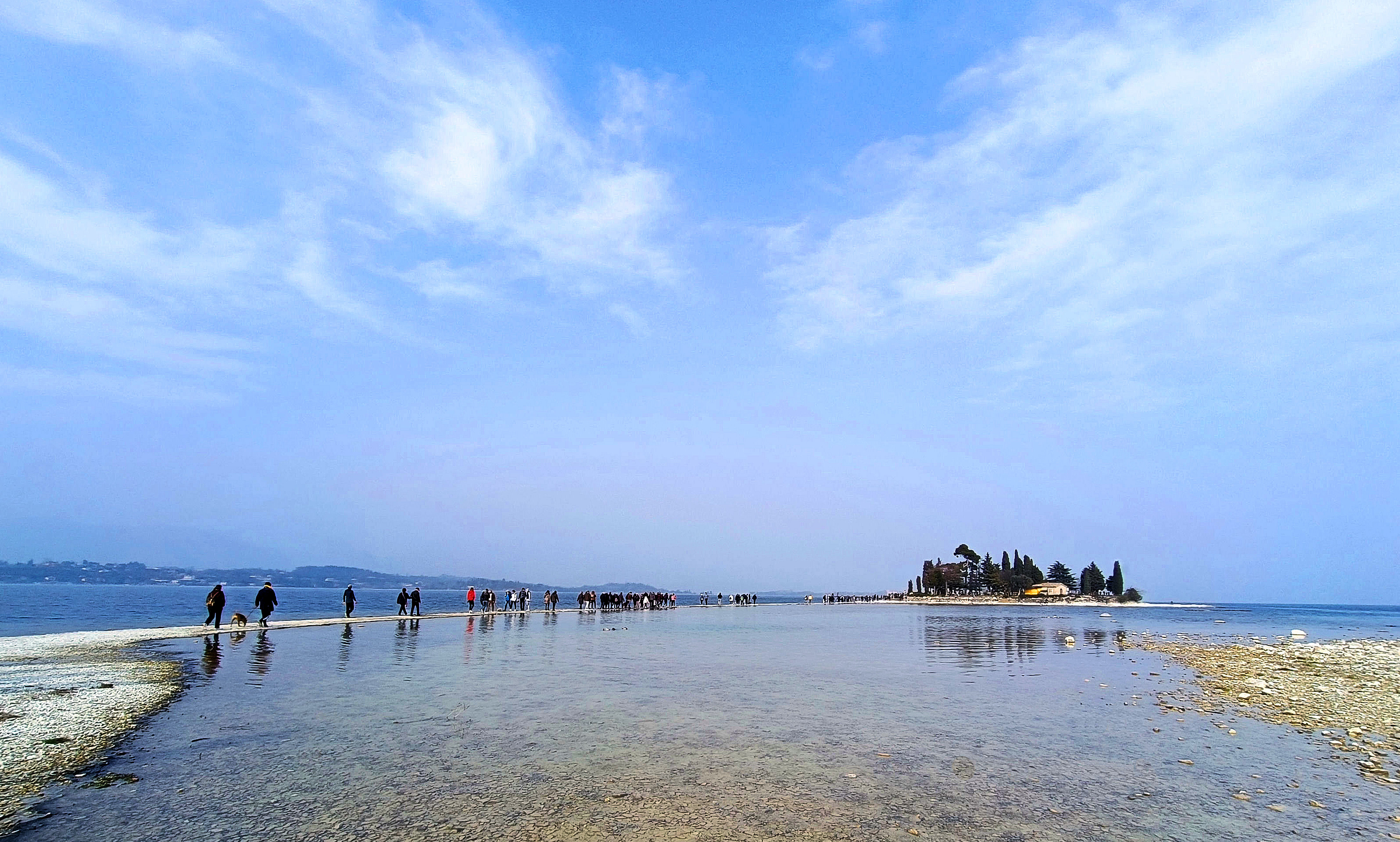
Manerba del Garda, Isola di San Biagio raggiungibile a piedi durante la secca del 2023

Uno dei fenomeni caratteristici del lago è quello delle sesse, ovvero un repentino innalzamento del livello del lago, mediamente di 30 cm, collegato a un calo improvviso della pressione atmosferica. Si tratta di un evento che avviene in condizioni di lago calmo, che si manifesta senza preavviso e la cui durata può variare da alcuni minuti fino ad alcune ore, in casi eccezionali anche una giornata intera.
Altro fenomeno ricorrente è quello delle correnti, che consiste nel movimento di una massa d'acqua in una direzione diversa rispetto all'acqua che la circonda. In genere sono correnti subacquee, ma possono diventare visibili in superficie tramite una sorta di fiume che scorre sulla superficie del lago dalla colorazione più chiara rispetto a quella delle acque circostanti. Le correnti hanno andamenti e velocità piuttosto varie e si manifestano in luoghi e momenti sempre diversi, anche se i luoghi in cui compaiono più frequentemente sono nelle acque di fronte a Garda, Bardolino, Lazise, tra Gargnano e la punta di San Vigilio, e a settentrione a Malcesine e a Limone. Causa di questo fenomeno sono squilibri di temperatura.

### Immissari ed emissari

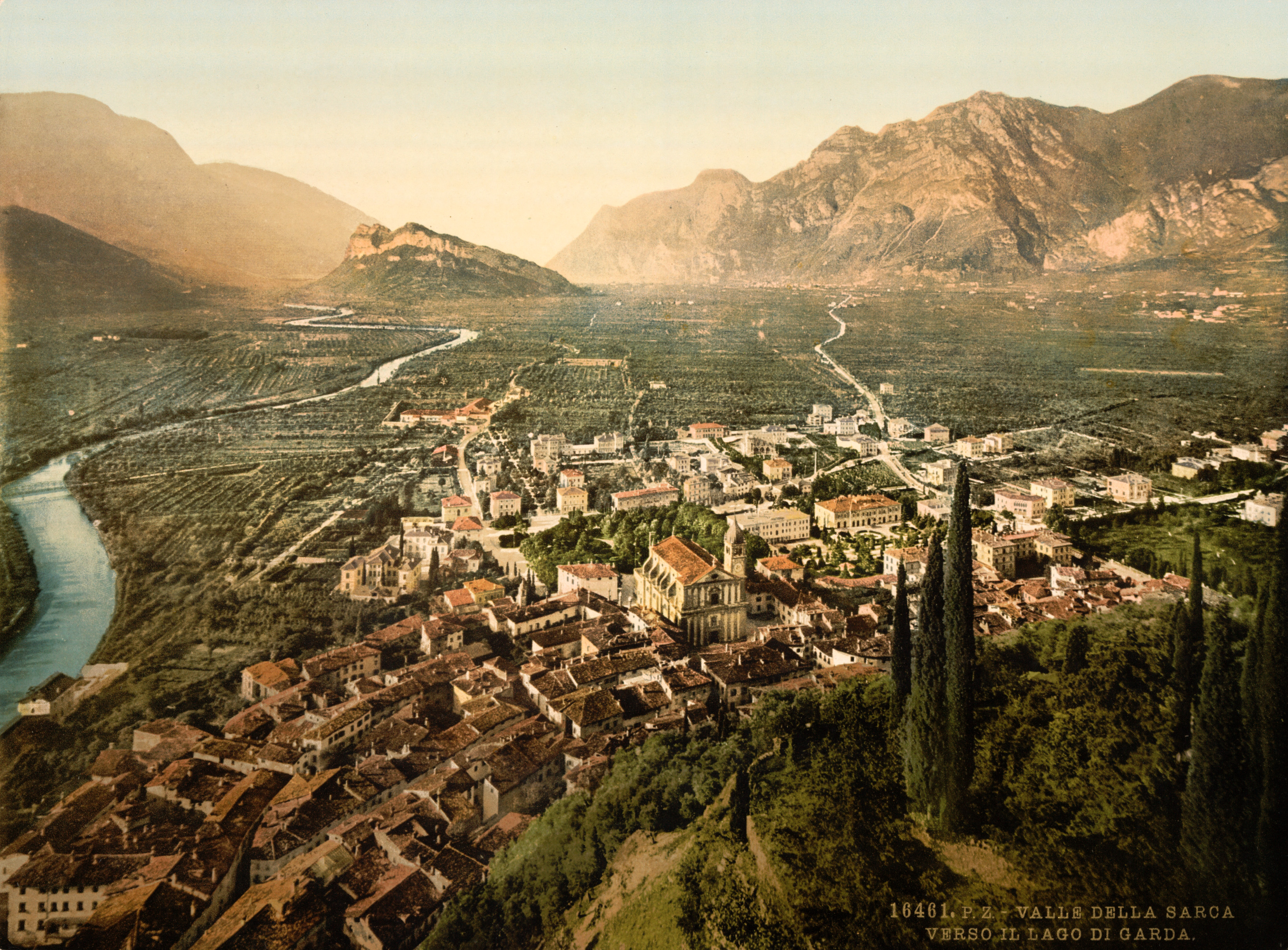
Le pianura alluvionale di Arco in un'immagine di fine Ottocento; in primo piano si può osservare l'abitato che dà il nome alla piana e sullo sfondo il monte Brione, dietro cui si trova il lago

Il fiume Sarca, le cui sorgenti sono alimentate dall'Adamello e dal gruppo dolomitico del Brenta, è il principale immissario fra i 25. Il fiume, che si immette nel lago nelle immediate vicinanze di Torbole, ha formato la piana alluvionale di Arco. Altri immissari minori sono quelli che scendono dai monti e dalle colline che si affacciano sul lago: il Ponale, alimentato dal lago di Ledro, il Varone o Magnone, che dà origine alle cascate del Varone, il Campione, che ha formato l'omonima penisola, il Toscolano, che ha formato l'ampia penisola di Maderno, e l'Aril o Ri, che con i suoi 175 metri di lunghezza è considerato il fiume più breve d'Italia e uno dei più corti al mondo. L'Aril è originato da una florida sorgente presso Cassone, alimentata dalle falde acquifere del monte Baldo che, a causa della sua natura carsica, dà vita anche a numerose sorgenti subacquee.

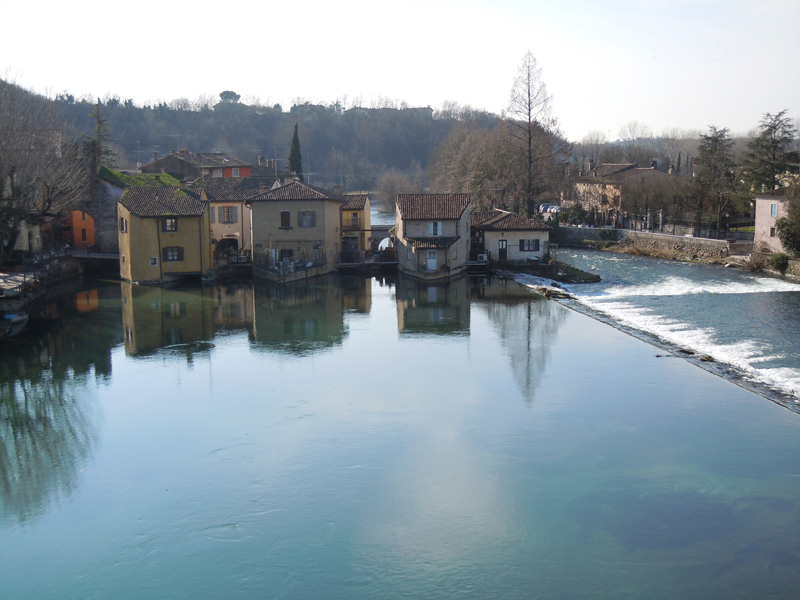
Il Mincio a Borghetto, piccola frazione sorta ai piedi del ponte visconteo di Valeggio sul Mincio, nota per i caratteristici edifici con mulini ad acqua

L'alimentazione del lago è quasi completamente controllata dall'uomo a causa della costruzione della diga di Valvestino, della diga di Ledro, dei versamenti controllati dal lago di Molveno nel Sarca e dalla costruzione del canale scolmatore dell'Adige, la galleria Adige-Garda, il quale viene però utilizzato esclusivamente in caso di piene eccezionali del fiume. Pure l'unico emissario del lago, il Mincio, è controllato tramite la chiusa di Salionze.
La modesta portata dell'unico emissario (mediamente 58,4 m³/s) rispetto al grande volume d'acqua contenuta nel bacino lacustre genera una condizione di stasi, tanto che le acque restano nel lago in media 26,8 anni. La lentezza del ricambio è la causa della limpidezza delle acque lacustri, anche se oggi l'infittirsi degli insediamenti, l'inquinamento e le imbarcazioni a motore hanno ridotto considerevolmente la qualità dell'acqua.

### Fonti termali
Tra le sorgenti subacquee del Garda la più nota è la Boiola, la cui peculiarità è data dagli attributi termali sodico-sulfurei che rendono quest'acqua di buone qualità terapeutiche. La sorgente sgorga a circa 300 metri di distanza dalla sponda est della penisola di Sirmione, alla profondità di 17 metri. Fino all'Ottocento la sorgente rilasciava in più punti e senza interruzione bolle che risalivano in superficie, dove sprigionavano un intenso odore di zolfo. La sorgente venne incanalata per la prima volta nel 1889 tramite un tubo che portava l'acqua termale fin sopra la superficie del lago, ma solo in seguito a numerosi tentativi si riuscì nell'impresa. Da questo getto uscivano 245 litri d'acqua al secondo a una temperatura di 63 °C; grazie a questa canalizzazione, che in seguito avrebbe portato l'acqua termale fino a riva, la località divenne nel Novecento un frequentato centro termale.
L'acqua che sgorga da questa sorgente ha la sua origine nelle profondità del monte Baldo dove, a oltre 800 metri di altitudine, l'acqua meteorica si raccoglie, e da qui compie un percorso della durata di circa venti anni durante il quale scende fino a oltre 2 100 metri sotto il livello del mare, arricchendosi di minerali e aumentando di temperatura fino a 69 °C. È classificata come acqua minerale e ipertermale batteriologicamente pura, e ancora come sulfurea salsobromoiodica (in quanto contenente una quantità notevole di zolfo sotto forma di acido solfidrico, sodio, bromo e iodio). Presenta inoltre una grande quantità di oligoelementi, con un residuo fisso di 2,476 g/l.

## Clima
Il lago di Garda fa parte di quell'ampia zona climatica che comprende la Pianura Padana e le prime valli alpine e che denota un clima temperato umido con estate molto calda, ma che localmente manifesta condizioni notevolmente mitigate dalla massa d'acqua: questo clima può definirsi sub-mediterraneo. Il luogo con le temperature più miti è Malcesine, mentre quello con temperature più rigide è Peschiera del Garda. La piovosità è ben distribuita, con un minimo relativo di precipitazioni in inverno, mentre l'estate è interrotta da intensi temporali, specialmente nel mese di agosto. In inverno le temperature sono meno rigide rispetto alle zone circostanti e le precipitazioni sono piuttosto scarse, mentre le nebbie solo in poche occasioni riescono a invadere il basso lago. Sulle rive non si presentano quasi mai condizioni di gelo dell'acqua, che si verificano solo eccezionalmente: l'ultima notevole è avvenuta durante l'ondata di freddo dell'inverno 1709, quando gelò l'intero lago, nel clou di in un periodo di raffreddamento climatico globale che gli storici chiamano piccola era glaciale.
| MALCESINE (riva est) | Mesi | Mesi | Mesi | Mesi | Mesi | Mesi | Mesi | Mesi | Mesi | Mesi | Mesi | Mesi | Stagioni | Stagioni | Stagioni | Stagioni | Anno |
| MALCESINE (riva est) | Gen  | Feb  | Mar  | Apr  | Mag  | Giu  | Lug  | Ago  | Set  | Ott  | Nov  | Dic  | Inv      | Pri      | Est      | Aut      | Anno |
| -------------------- | ---- | ---- | ---- | ---- | ---- | ---- | ---- | ---- | ---- | ---- | ---- | ---- | -------- | -------- | -------- | -------- | ---- |
| T. max. media (°C)   | 9,4  | 10,8 | 13,4 | 16,7 | 21,3 | 24,8 | 28,0 | 27,5 | 24,0 | 19,4 | 13,5 | 10,0 | 10,1     | 17,1     | 26,8     | 19,0     | 18,2 |
| T. min. media (°C)   | 3,9  | 4,6  | 6,6  | 9,3  | 13,3 | 16,4 | 19,4 | 19,4 | 16,8 | 12,2 | 8,0  | 4,1  | 4,2      | 9,7      | 18,4     | 12,3     | 11,2 |
| Precipitazioni (mm)  | 43   | 44   | 45   | 48   | 62   | 84   | 56   | 82   | 39   | 34   | 86   | 30   | 117      | 155      | 222      | 159      | 653  |
| Giorni di pioggia    | 4    | 5    | 5    | 7    | 8    | 9    | 6    | 7    | 6    | 3    | 6    | 3    | 12       | 20       | 22       | 15       | 69   |

| SALÒ (riva ovest)   | Mesi | Mesi | Mesi | Mesi | Mesi | Mesi | Mesi | Mesi | Mesi | Mesi | Mesi | Mesi | Stagioni | Stagioni | Stagioni | Stagioni | Anno  |
| SALÒ (riva ovest)   | Gen  | Feb  | Mar  | Apr  | Mag  | Giu  | Lug  | Ago  | Set  | Ott  | Nov  | Dic  | Inv      | Pri      | Est      | Aut      | Anno  |
| ------------------- | ---- | ---- | ---- | ---- | ---- | ---- | ---- | ---- | ---- | ---- | ---- | ---- | -------- | -------- | -------- | -------- | ----- |
| T. max. media (°C)  | 6,3  | 8,2  | 12,4 | 16,8 | 21,5 | 26,0 | 28,5 | 27,4 | 23,5 | 17,5 | 11,1 | 7,2  | 7,2      | 16,9     | 27,3     | 17,4     | 17,2  |
| T. min. media (°C)  | 1,0  | 2,2  | 5,3  | 8,6  | 12,4 | 16,2 | 18,6 | 18,3 | 15,6 | 10,8 | 5,8  | 1,8  | 1,7      | 8,8      | 17,7     | 10,7     | 9,7   |
| Precipitazioni (mm) | 77   | 67   | 86   | 86   | 106  | 95   | 90   | 115  | 89   | 120  | 106  | 68   | 212      | 278      | 300      | 315      | 1 105 |
| Giorni di pioggia   | 7    | 6    | 8    | 9    | 11   | 10   | 7    | 8    | 6    | 8    | 9    | 6    | 19       | 28       | 25       | 23       | 95    |

### Venti

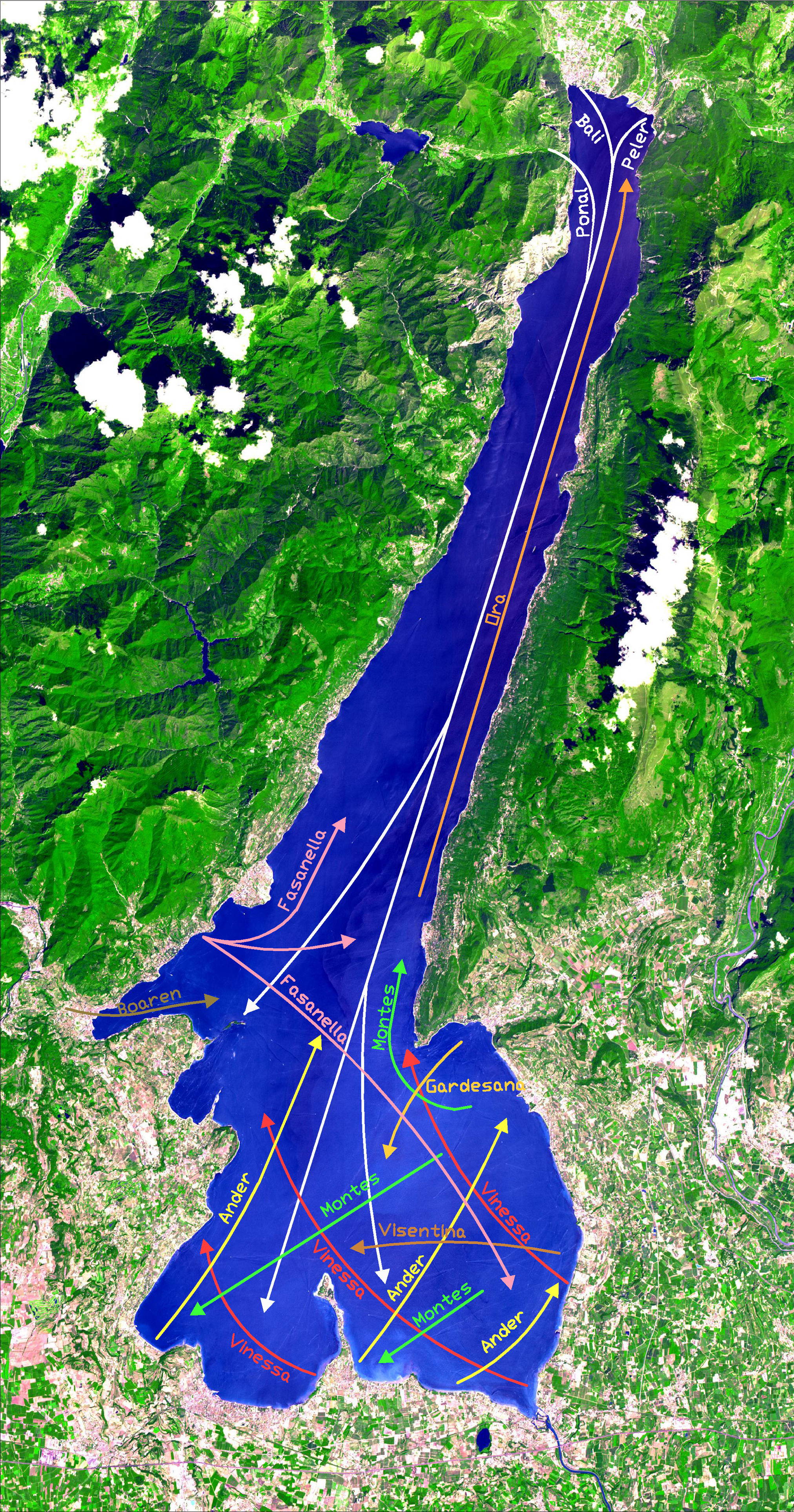
I venti del lago di Garda

Il Garda è un lago orientato da nord a sud verso la Pianura Padana, quindi molti venti tipici del Garda sono il risultato di una differenza di condizioni atmosferiche tra basso e alto lago, a causa delle quali si generano venti che scendono dai monti verso la pianura al mattino e che risalgono verso i monti il pomeriggio. La strettoia formata dal bacino lacustre condiziona lo spirare dei venti, molti dei quali sono periodici o perfino giornalieri. Questi prendono nomi dialettali, quindi un singolo vento può avere nomi diversi.
Il vento più noto è il Pelèr (o Sover, o Sauar, o Soar, o Vént dé Sóra, da "sopra"), in quanto spesso piuttosto teso e in ragione di questo ricercato dagli appassionati di navigazione a vela. È un vento discendente che interessa praticamente tutto il lago, anche se è molto più intenso nell'alto e medio Garda, in quanto dopo Torri del Benaco il lago si allarga facendo perdere forza al vento. Soffia dalle prime ore della notte, ma si rafforza con il sorgere del sole, a causa dell'aumento della temperatura, e spira fino a circa mezzogiorno. Altre brezze di monte sono il Montis (o Montes), che spira dal monte Baldo verso Bardolino e Peschiera, e il Traersù, che scende invece dalle prealpi bresciane verso Moniga e Manerba.
Altri venti importanti, in questo caso ascendenti, sono l'Ora del Garda, una brezza di valle che spira da sud poco dopo la caduta del Pelèr fino al tramonto. Interessa specialmente il medio e alto Garda, dove acquista velocità a causa dell'effetto Venturi, dovuto alla conformazione a forma di imbuto del lago e delle montagne circostanti, e l'Ander, che investe tutta la parte inferiore del Garda.
Un vento freddo periodico che soffia in genere in primavera o autunno, e dalla durata media di tre giorni, è il Balì: si tratta del vento più violento che colpisce il lago, nasce nelle Alpi ma viene incanalato verso sud dal lago. Tra gli altri venti periodici vi sono il Vinessa (o Vinezza, o Vicentina) che soffia umido e fresco da sud-est. Altri venti periodici ma meno frequenti sono il Toscano (o Toscà), il Pezzochero, il Gardesana, il Boaren e l'Avreser.

## Morfologia

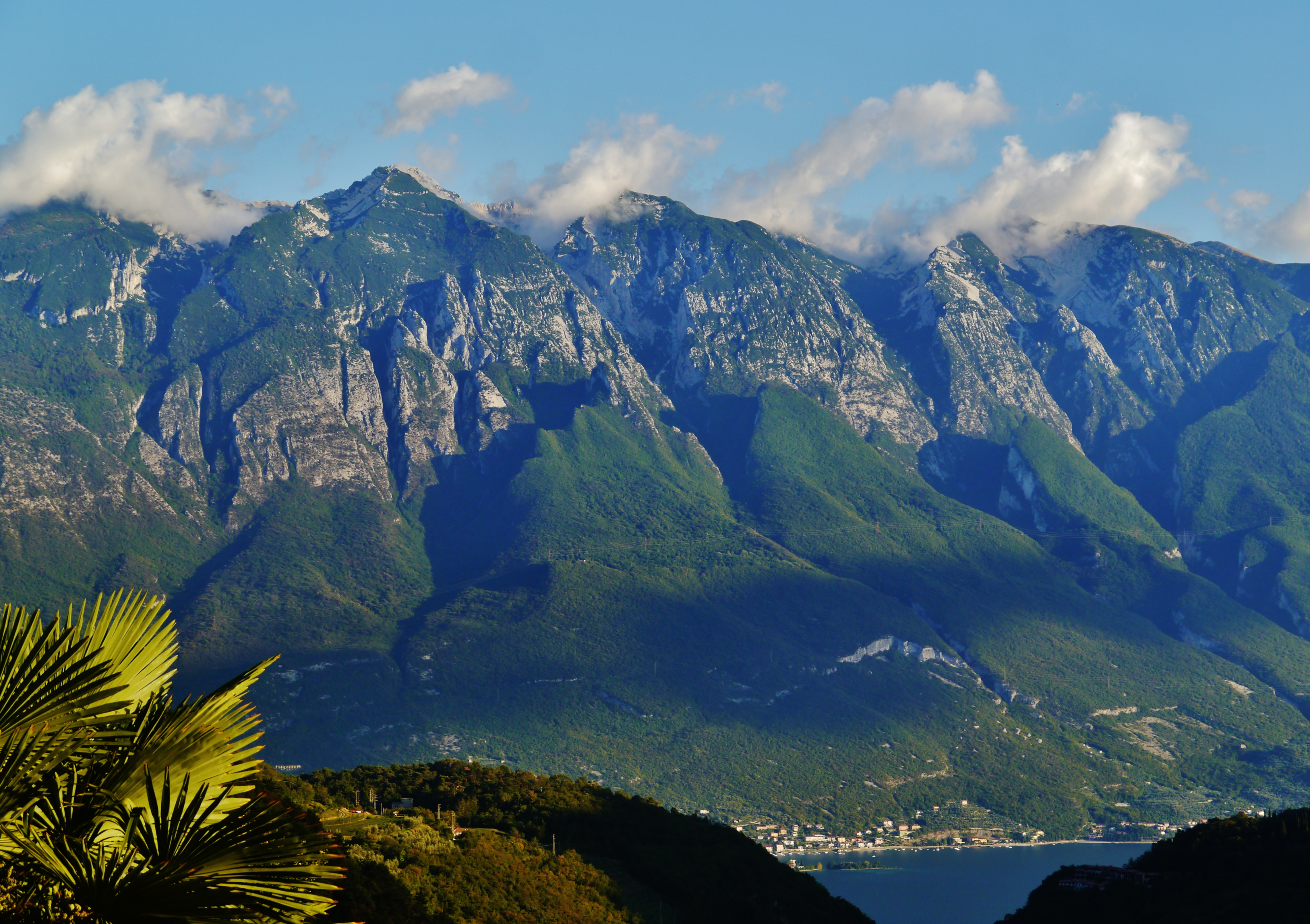
Il monte Baldo, la cui dorsale è costituita da una piega anticlinale con vergenza verso est

Il paesaggio è condizionato dalle caratteristiche litostratigrafiche delle rocce, dalle strutture tettoniche e in parte anche dall'azione antropica. L'importanza della struttura tettonica nella modellazione del paesaggio lacustre è particolarmente evidente sulla catena del monte Baldo, la cui dorsale coincide con la culminazione di una piega anticlinale. La depressione del lago, invece, deriva da una piega, più specificatamente da una sinclinale fagliata poi scavata dalle acque correnti e modellata dai ghiacciai.
Altre forme sono state definite da processi erosivi fluviali, glaciali e carsici. In particolare l'erosione di tipo fluviale è evidente nella zona settentrionale del bacino, mentre l'erosione glaciale è visibile in tutta l'area: quest'ultimo processo è reso evidente soprattutto dal grande anfiteatro morenico creato da centinaia di colline a sud del lago, formate da massi giganti, ciottoli, sabbia e limi. L'azione di avanzamento e arretramento che ha subito nel tempo il ghiacciaio è visibile inoltre nell'alternanza di cerchie collinari. I processi carsici sono presenti soprattutto sul monte Baldo, come dimostrano le numerose doline e conche, processi erosivi facilitati dai calcari triassici del monte, facilmente fratturabili.

## Geologia

### Litologia

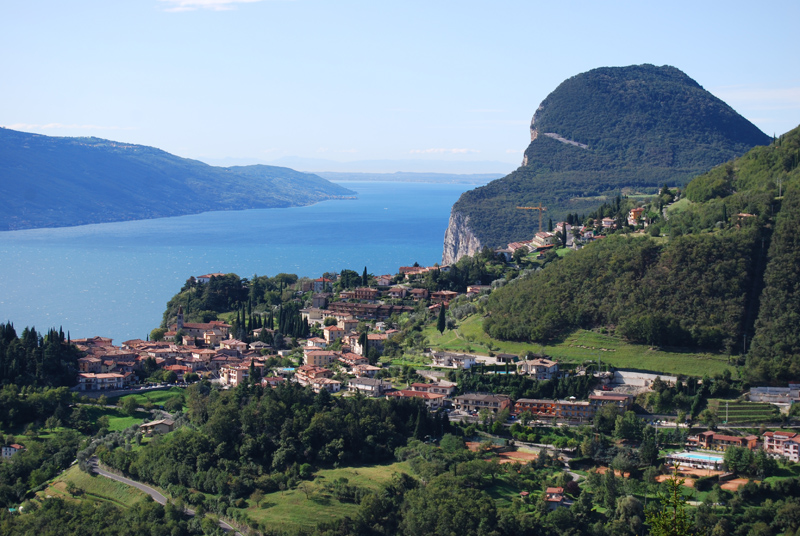
Panorama della sponda lombarda, in direzione di Tremosine e del basso lago

Le rocce e i depositi morenici e fluvioglaciali affioranti nella zona del lago si sono formati in un periodo di circa 200 milioni di anni. Le formazioni più antiche sono del periodo Triassico superiore e, in gran parte, si tratta di Dolomia Principale (spesso dolomie biancastre o rosate). Le dolomie hanno uno spessore di qualche centinaio di metri e danno vita ad una morfologia aspra, che diventa evidente lungo la linea di vetta del monte Baldo (qui costituiscono il nucleo dell'anticlinale) e in un'area piuttosto vasta tra il lago di Garda e il lago d'Idro. La presenza della dolomia identifica questa come una vasta piattaforma marina: un fondale poco profondo, con, principalmente, sedimenti carbonatici, aventi caratteristiche che sono variate nel tempo da subcotidali, intercotidali e sopracotidali.

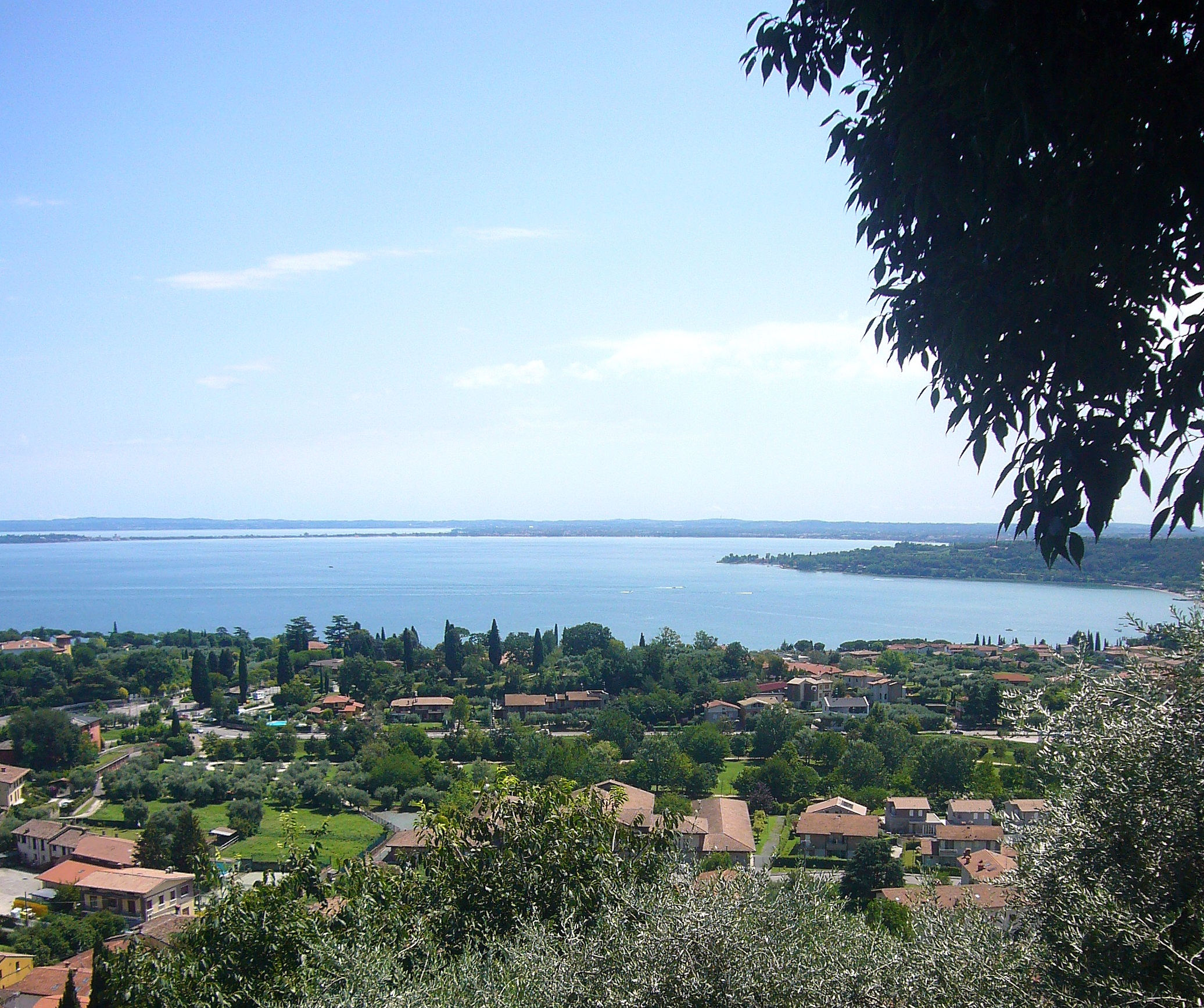
Il lago visto dal castello di Padenghe

Le rocce che vanno dal periodo Giurassico a quello Terziario hanno invece dato luogo, tra il lato occidentale e quello orientale del lago, a sedimenti ben diversi: gli studiosi parlano in questo caso di facies veneta e facies lombarda, la prima una piattaforma carbonatica (cioè un ambiente marino di sedimentazione poco profondo e subsidente, con sedimentazione di carbonati), la seconda un bacino (cioè una profonda depressione sottomarina, con sedimentazioni calcarei e calcarei-marnosi ricchi di selce).
Le differenze così nette tra le serie stratigrafe venete e lombarde hanno suscitato sostanzialmente tre ipotesi: una spiega la differenza di facies come conseguenza di una traslazione verso nord (di circa 30 km) della zona veronese, che avrebbe portato a contatto ambienti lontani e diversi. Un'altra ipotesi spiega le differenze in modo diverso: la zona veronese e prealpina veneta (una fascia di circa 80 km) avrebbero fatto parte di un'area sopraelevata (ovvero una piattaforma) rispetto ai due lati, le fosse lombarda e bellunese. In questo caso, però, le differenze tra le due sarebbero state più graduali, senza i passaggi bruschi che si evidenziano, invece, nella regione del lago di Garda. La terza ipotesi cita verosimilmente la presenza di linee di faglia sinsedimentarie che separavano la piattaforma dalle fosse: in tal modo il passaggio tra le due facies sarebbe più brusco, proprio come viene riscontrato dai rilievi eseguiti.

### Geomorfologia

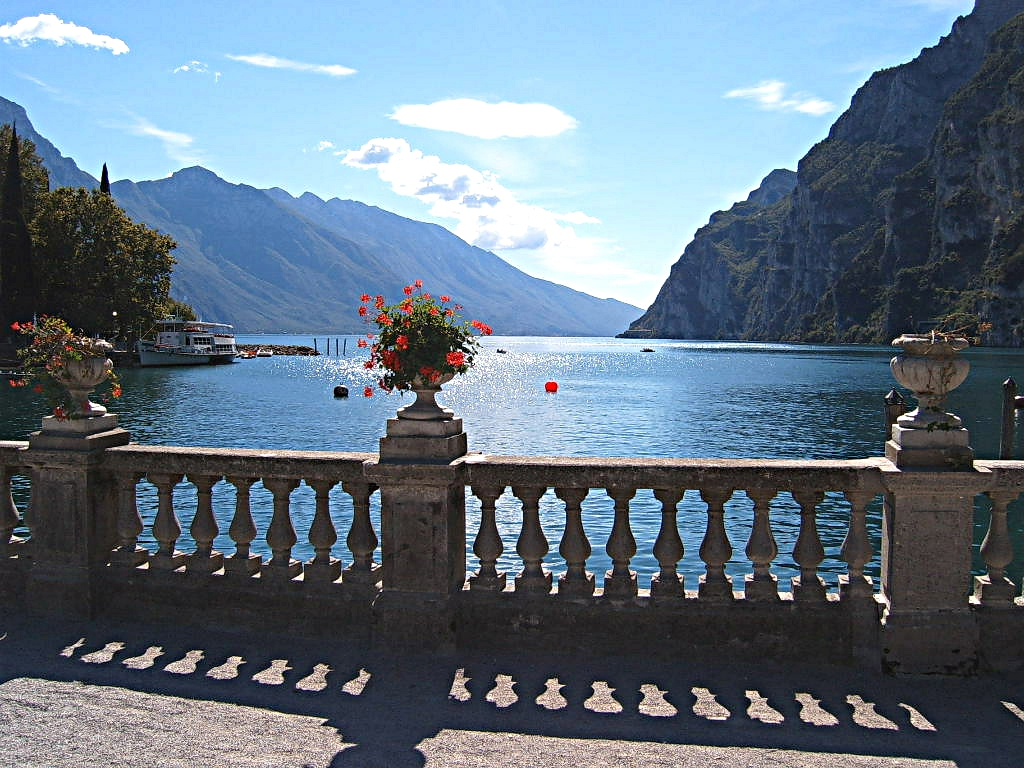
L'alto lago visto da Riva del Garda, dove si presenta più simile agli altri laghi italiani prealpini

Studi geologici hanno portato alla formulazione di numerose ipotesi per spiegare l'origine delle fosse occupate da laghi a sud della catena delle Alpi, le quali presentano caratteristiche simili. Sia il lago di Garda, sia quelli Maggiore, di Como e d'Iseo, hanno una forma allungata da nord a sud, limitata da scarpate, e il loro fondo si trova in criptodepressione; il tutto fa pensare ad un'origine comune.
Secondo l'ipotesi di Heim queste fosse sarebbero zone subsidenti poste lungo il margine alpino, riempite quindi di acqua. Misurazioni effettuate lungo la direttrice N-S attraverso la catena alpina hanno dimostrato il verificarsi di movimenti verticali differenziali, ma non si hanno ancora elementi sufficienti per stabilire quando sarebbero iniziati questi tipi di movimenti e, soprattutto, se sono presenti anche nelle zone dei laghi.
Secondo altre ipotesi questi laghi occupano zone sprofondate a causa dell'esistenza di due sistemi di faglie subparallele (si tratterebbe quindi di un graben); questa ipotesi, tuttavia, non ha avuto riscontri per quanto riguarda il lago di Garda, la cui sponda orientale è una grande monoclinale (che forma il lato occidentale dell'anticlinale del monte Baldo), mentre lungo la parte occidentale si presume esista un'importante linea di faglia.

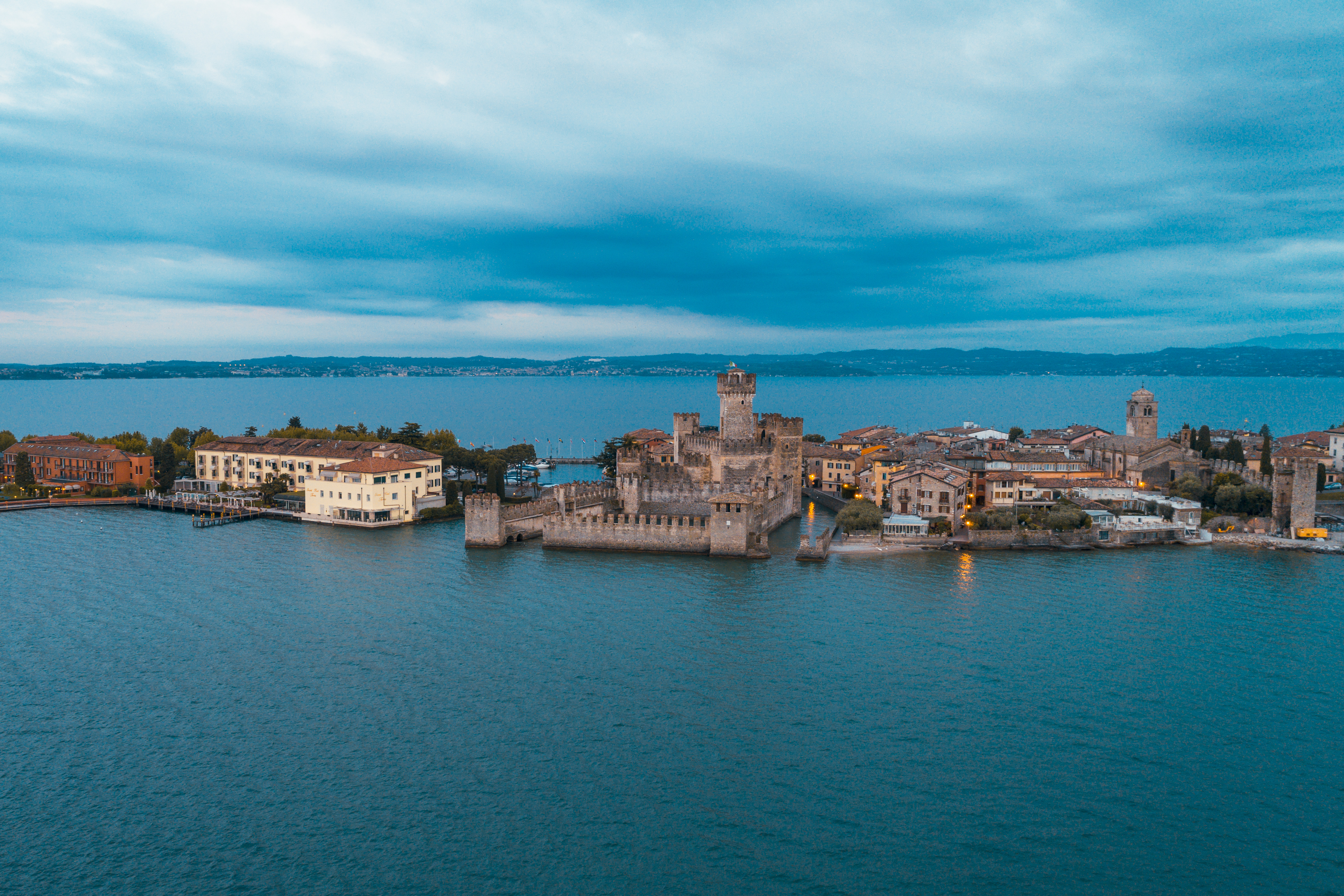
La penisola di Sirmione e, sullo sfondo, l'anfiteatro morenico del basso Garda bresciano, modellato anticamente da ghiacciai

L'ipotesi della escavazione operata dalla forza dei grandi ghiacciai del Quaternario è stata proposta già nell'Ottocento da Ramsey ed è oggi anche la più conosciuta, sebbene la morfologia del fondo roccioso del bacino (detto bedrock) contrasti con questa ipotesi. Il bedrock dei laghi subalpini italiani si trova parecchie centinaia di metri al di sotto del livello odierno del mare. Ciò fa pensare che l'origine della fossa benacense (e degli altri laghi subalpini) derivi dall'imponente azione erosiva dei corsi d'acqua durante il forte abbassamento del livello del mar Mediterraneo avvenuto circa 5,5 milioni di anni fa, quando vi fu la chiusura del collegamento con l'oceano Atlantico: fu in questo momento che tutti i fiumi del bacino idrografico del mare operarono una forte azione erosiva per collegarsi al livello del mare, scavando così canyon molto profondi, il cui fondo si trova oggi centinaia di metri sotto il livello del mare. Durante il Pliocene si ricreò il collegamento tra mar Mediterraneo e oceano Atlantico, e l'acqua marina invase letteralmente le profonde valli scavate da questi corsi, depositando nel tempo sedimenti di argilla, facilmente distinguibile (con sistemi di misurazione sismica) dalle rocce che costituiscono il bedrock di queste valli. Gli studi eseguiti sul lago di Garda hanno mostrato che il bedrock si trova a circa 500 m sotto il livello del mare all'altezza di Malcesine, e si abbassa progressivamente verso sud, arrivando a 1.259 m sotto il livello del mare a Pacengo (a sud di Lazise). Solo successivamente, nel quaternario, quando la zona dell'attuale bacino lacustre si presentava come un'ampia vallata, questa venne occupata da ghiacciai che modellarono il fondo e i versanti: allora, però, il bacino idrografico era ben più ampio di quello attuale, e comprendeva quasi sicuramente gran parte del bacino dell'Adige. Questo infatti spiegherebbe le dimensioni del ghiacciaio (che a punta San Vigilio era alto 1 100 m) e la forza con cui è riuscito a creare colline moreniche così imponenti.

### Geologia strutturale

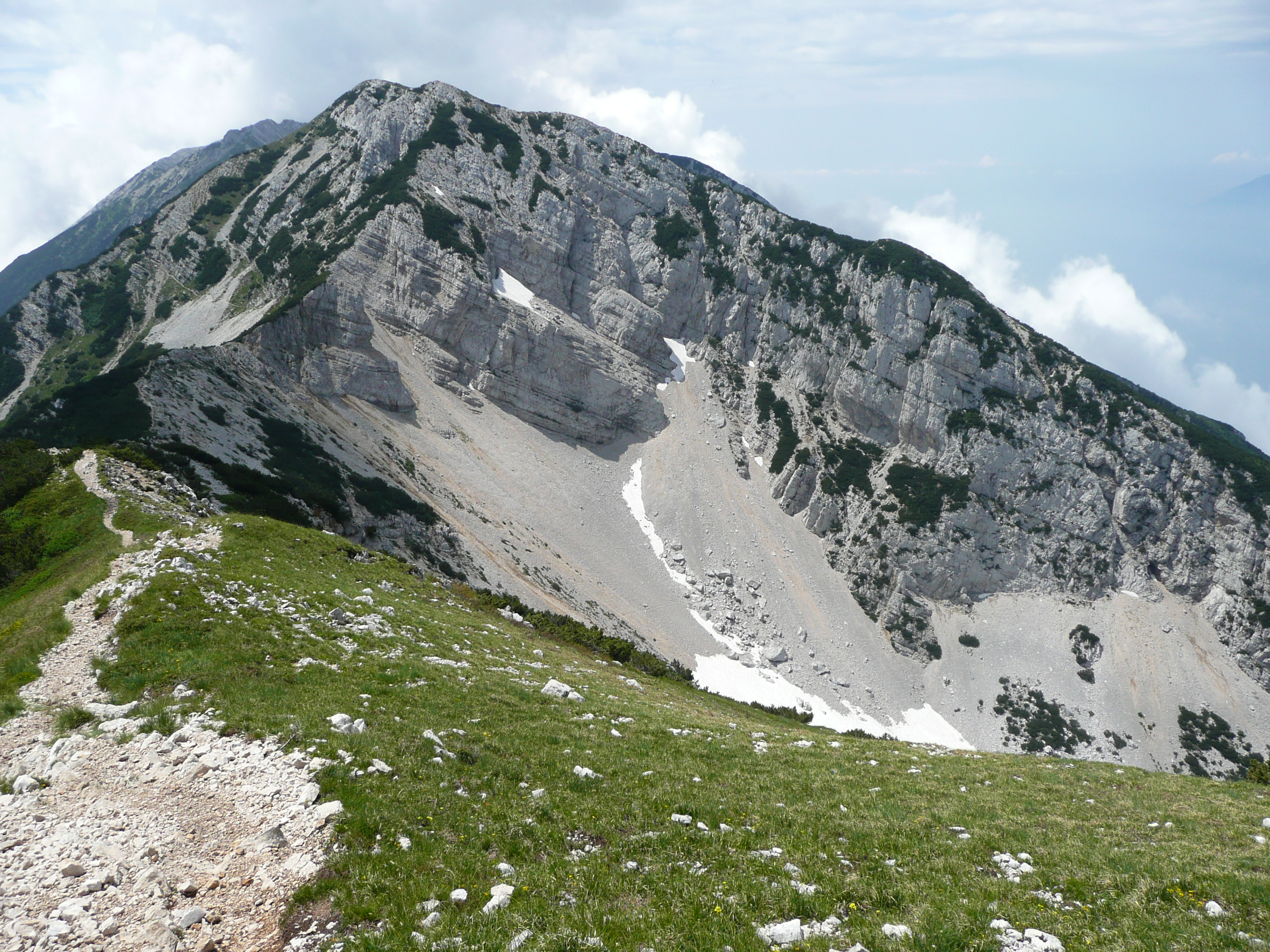
Una delle creste del Baldo, dove la piega anticlinale è resa evidente dalla disposizione degli strati rocciosi

La regione benacense è collocata nel quadro tettonico delle Alpi, il quale è dominato dai movimenti della placca euroasiatica e di quella africana. Europa e Africa cominciarono ad avvicinarsi a partire dal Cretaceo superiore, quando la loro collisione produsse l'innalzamento delle catena alpina, caratterizzata da una struttura a grandi coltri di ricoprimento appartenenti sia alla crosta europea che a quella africana; quest'ultima sopravanzò quella europea, in parte ricoprendola. Questa struttura a coltri di ricoprimento si interrompe subito a sud della Linea Insubrica, la quale costituisce il confine tra le Alpi e le Alpi Meridionali, queste ultime comprendenti la regione del lago di Garda. Le Alpi Meridionali sono la parte più settentrionale del margine continentale africano e sono costituite da una successione di pieghe con una asse principale diretto da est a ovest. Il tratto della Linea Insubrica che più interessa l'area del Garda, in quanto gli si imputa la formazione dei più importanti elementi strutturali, è quella denominata Linea delle Giudicarie, caratterizzata da strutture aventi direzione NNE-SSW. L'elemento più noto avente proprio questa direzione è la grande piega del monte Baldo, situato lungo la sponda est del lago, costituita da una piega anticlinale e da una sinclinale.

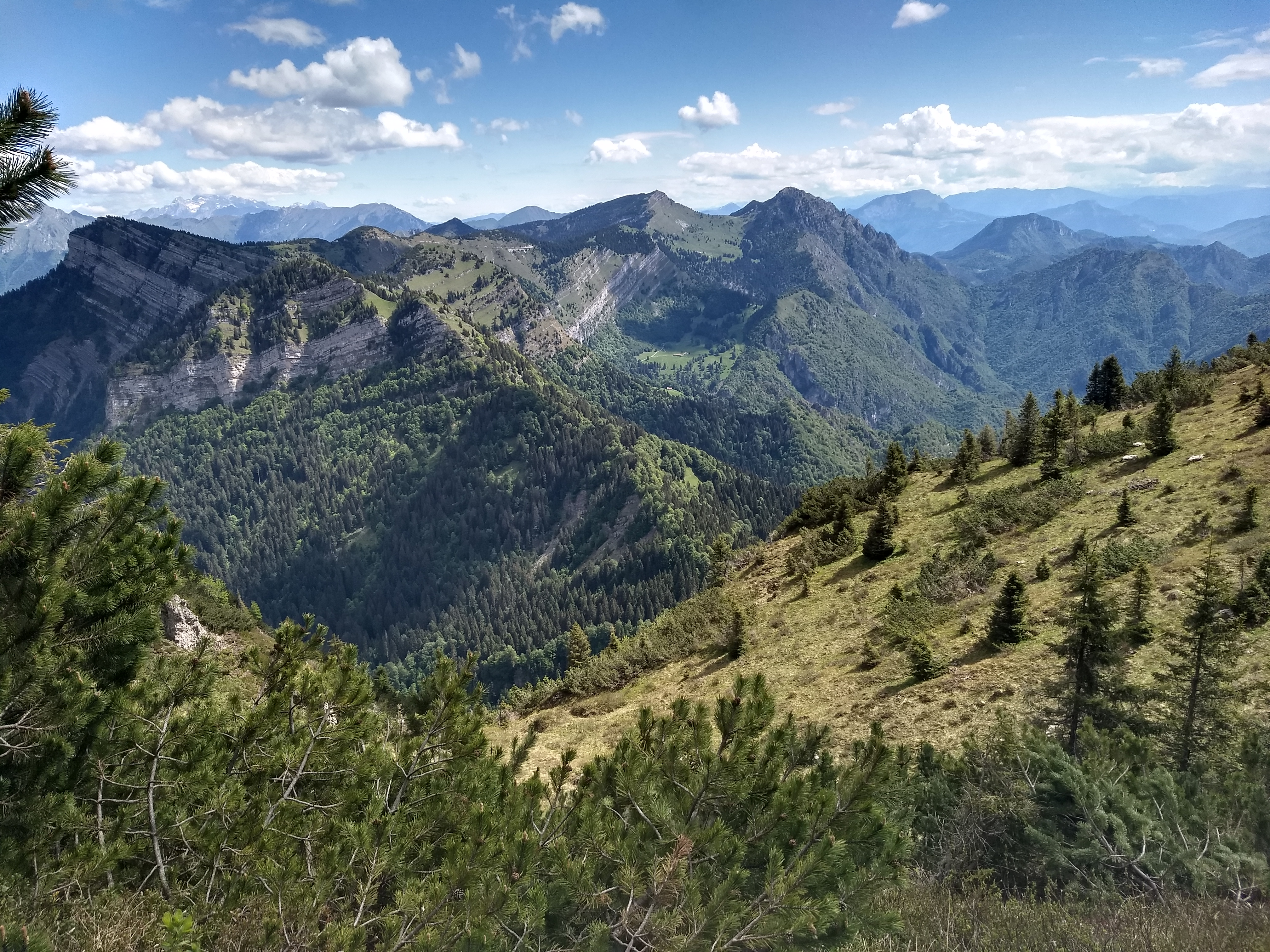
Il monte Tremalzo visto dal monte Caplone, entrambi parte del gruppo montuoso lombardo delle prealpi Gardesane Sud-occidentali

La Linea Ballino-Garda taglia a metà il lago di Garda dividendo la parte orientale, facente parte del sistema della piattaforma veneta, da quella occidentale, afferente strutturalmente al bacino lombardo orientale: la prima è caratterizzata da disturbi tettonici sub-verticali lungo le linee di faglia, anche se non mancano pieghe di grandi dimensioni, come quella del Baldo; la seconda è caratterizzata da grandi sovrascorrimenti di rocce carbonatiche rigide su rocce tenere nelle quali si stabilirono superfici lubrificanti che hanno favorito i movimenti di traslazione. I piegamenti e gli avvallamenti sono stati attribuiti ad una tettonica per scollamento lungo superfici di distacco a seguito del sollevamento dell'area dell'Adamello (da registrare comunque che lungo il margine dell'Adamello esiste anche una componente compressiva). La messa in posto del plutone dell'Adamello durante il Paleogene determinò importanti deformazioni e fratturazioni della copertura sedimentaria, anche se le maggiori deformazioni si ebbero quando la messa in posto dell'Adamello era ormai conclusa, ovvero tra il Miocene e il Pliocene. Alcune linee di fratturazione sono ancora attive e sono queste a causare gli eventi sismici documentati dall'uomo in quest'area.

### Sismologia storica

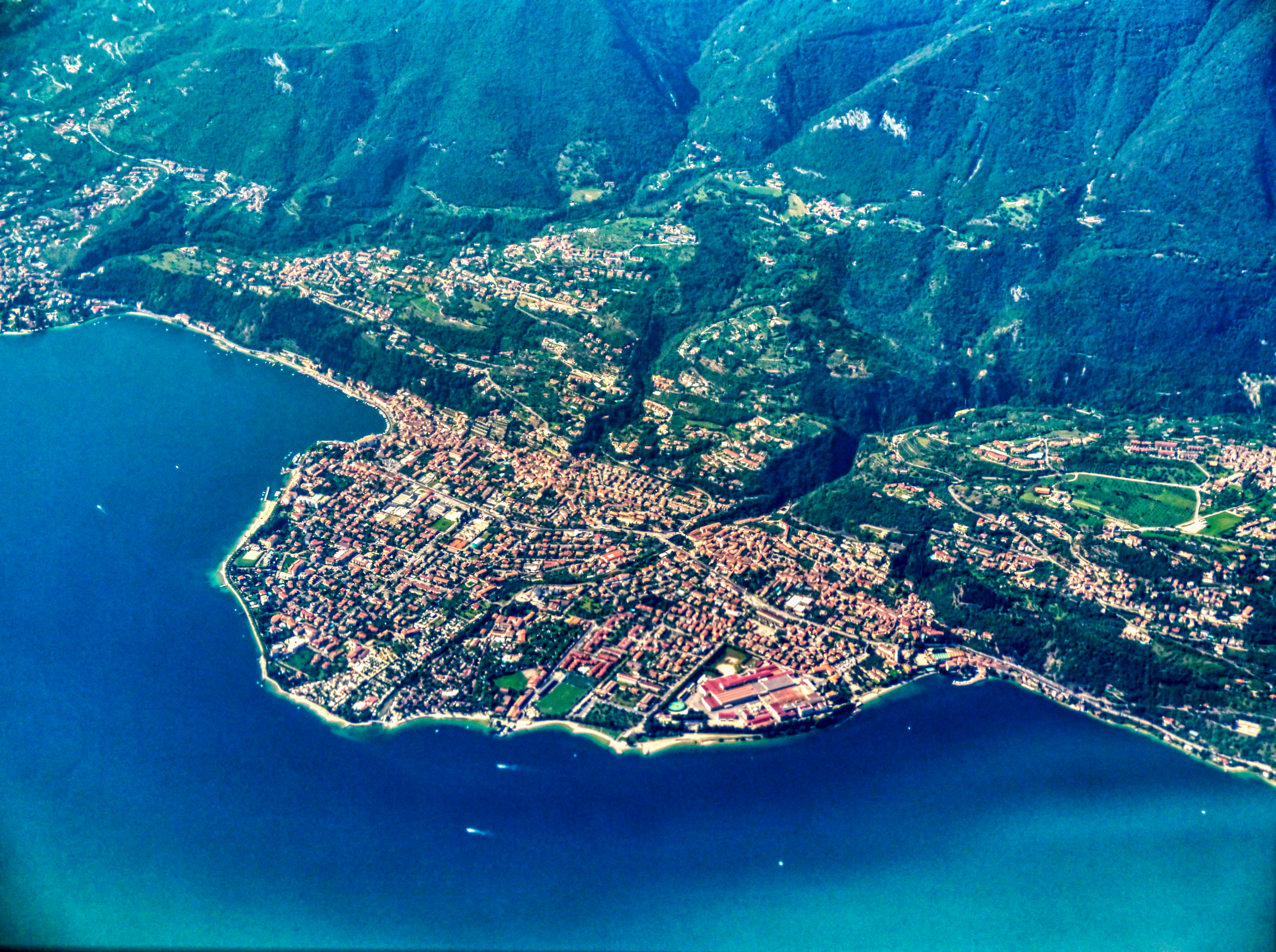
La penisola di Toscolano Maderno, dove fino al 243 sarebbe sorta la città di Benaco, forse distrutta da un terremoto

Il terremoto più antico documentato nella regione gardesana risalirebbe al 243 (o forse al 245). Secondo il cronista medievale Pier Zagata, questo evento sismico fu talmente violento da provocare la scomparsa della città di Benaco, situata nell'area dell'attuale Toscolano. La scomparsa dell'abitato potrebbe essere dovuta alla spaccatura e franamento del monte sopra Toscolano, che avrebbe causato l'inondazione da parte di un piccolo lago chiuso tra le montagne, le cui acque avrebbero sommerso la cittadina. Tuttavia, studi più recenti mettono in dubbio l'esistenza stessa della città di Benaco. Si ritiene che la leggenda sia nata dalla scoperta dei resti di una lussuosa villa romana appartenuta a Marco Nonio Macrino, che avrebbero ispirato un immaginario narrativo che li vedeva parte di una grande città perduta.
Altri terremoti, più o meno intensi, si susseguirono periodicamente: nel 793, quando secondo i cronisti provocò grandi calamità, specialmente nella zona del Baldo; nel 1457, durante il quale le cronache raccontano che un monte sopra Salò si abbassò; nel 1703, quando provocò la caduta di numerose abitazioni e procurò molte vittime; nel 1810, terremoto che colpì in special modo Malcesine, dove provocò un intorbidamento delle acque e la formazione di una fessura lunga 200 metri e larga 18 centimetri nella piazza del paese; nel 1836, quando le scosse causarono alcune frane nel monte Tomè, nella parte più settentrionale del monte Baldo, che a loro volta provocarono una forte eruzione di acqua.
Nel 1866 si aprì un periodo piuttosto lungo di agitazione sismica del Baldo, con terremoti di varia intensità, tremiti, scuotimenti e altri fenomeni di minore importanza, il quale vide come evento più importante il terremoto del 5 gennaio 1892, che alle 17:00 agitò tutta la regione del Garda con straordinaria violenza, provocando la caduta di camini e di muraglie.
Altri sismi più recentemente hanno colpito Salò e i dintorni, in particolare il terremoto del 31 ottobre 1901 provocò danni diffusi alle costruzioni, alcuni crolli e spaccature nel terreno, mentre il terremoto di Salò del 2004 causò danni ad alcuni edifici.

## Flora e fauna

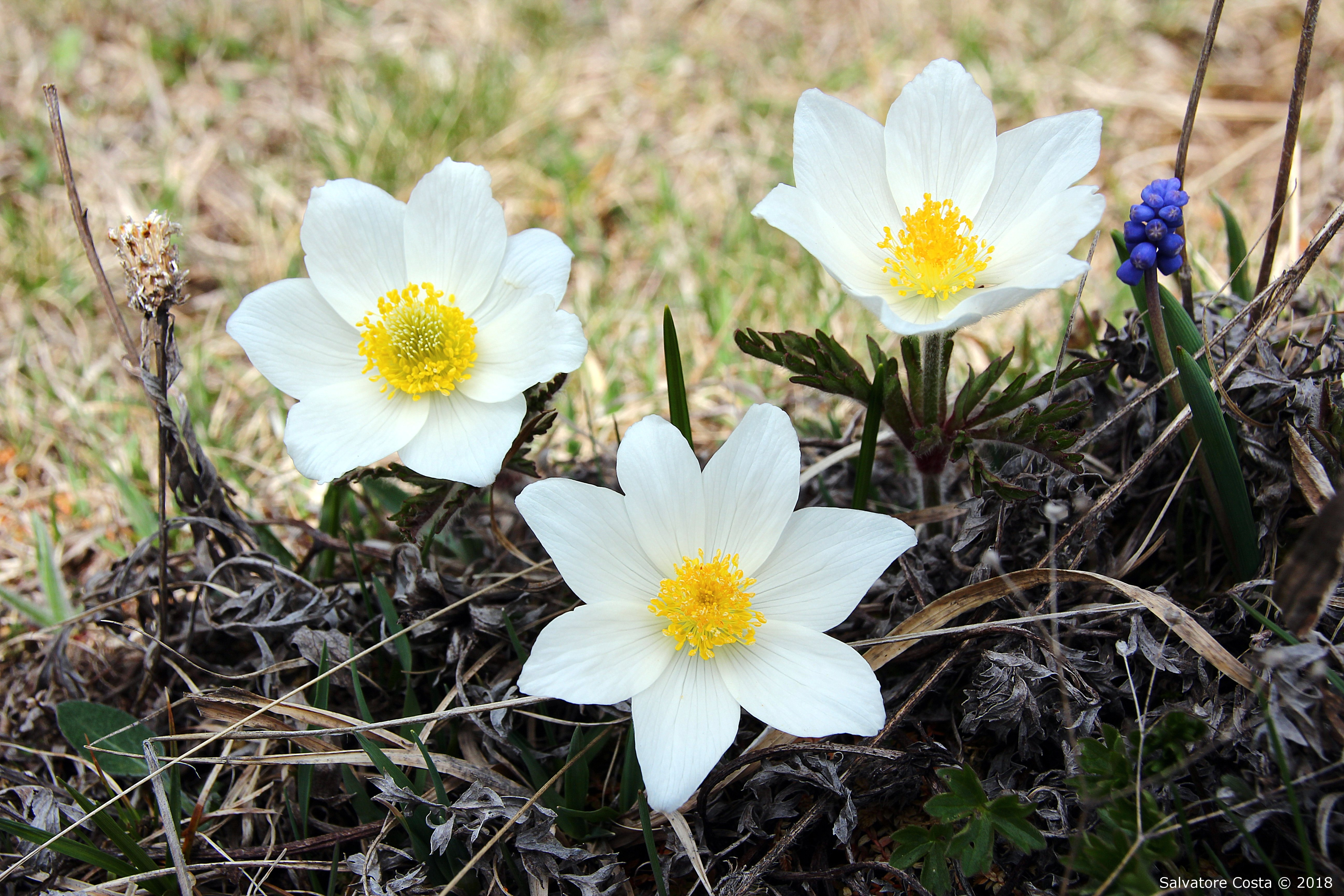
L'anemonoides baldensis, una piccola pianta erbacea endemica del monte Baldo

Il succedersi delle glaciazioni e dei disgeli contribuì, in un primo momento, a formare una vegetazione simile a quella europea continentale; in seguito a un'alluvione avvenuta nel VII secolo, il limite della foresta si alzò e la vegetazione lacustre cominciò a caratterizzarsi in modo differente: aumentarono le specie coltivate, tipiche ancora oggi del lago di Garda (in particolare il castagno, il noce, l'olivo, la vite e i cereali), ma aumentò anche la varietà delle specie selvatiche, rendendo il lago eccezionale dal punto di vista dei botanici, grazie al clima che va da sub-mediterraneo sulla costa ad alpino nei monti che lo circondano.
Risalendo il monte Baldo, celebrato fin dall'antichità e noto come hortus Europae, ovvero "giardino d'Europa", a causa del vasto patrimonio floristico e degli endemismi, si affronta un avvicendamento di fasce vegetali: alle altitudini inferiori si trovano una grande quantità di specie termofile tipiche dei climi steppici e caldo umidi, come artemisie, astragali, lauri, lecci, tassi e terebinti; risalendo il versante, tra i 400 e gli 800 metri, si trova il tipico bosco di fascia media, composto da carpini neri, frassini ornielli, roverelle, e in misura minore bagolari, noccioli e peri; segue una fascia di latifoglie composta da aceri, carpini, frassini, noccioli e sorbi; tra i 1 000 e i 1 200 metri la vegetazione è composta principalmente da faggi, e ad altezze poco superiori si trovano gli abeti rossi e, più rari, gli abeti bianchi; a partire dai 1 700 metri inizia il clima alpino, con mughi, basse aghifoglie, rododendri e fiori di montagna. Anche da parte bresciana vi è una simile successione di vegetazione, anche se condizionata dalla significativa presenza di scogliere e dalla minore altezza delle cime, che vede il suo punto massimo nei 1 975 metri del monte Tremalzo, contro i 2 218 metri della cima Valdritta della catena del Baldo.

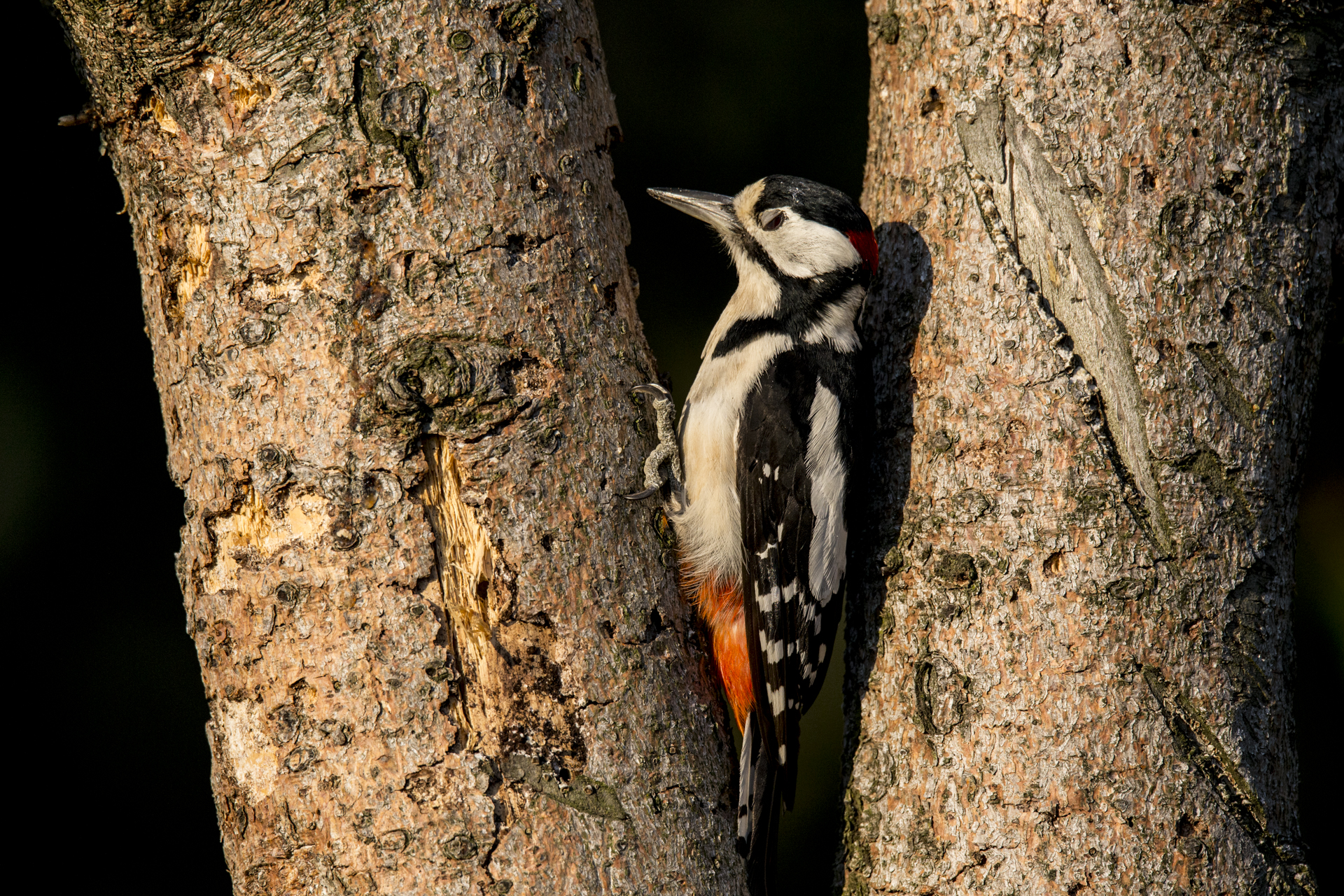
Un dendrocopos major italiae, meglio noto come picchio rosso maggiore, fotografato sul monte Baldo

La riva veronese del Garda, sostenuta da un clima favorevole con escursioni termiche modeste, viene chiamata anche Riviera degli Olivi, qui presenti in misura rilevante; la sponda bresciana è altresì nota anche come Riviera dei Limoni, qui coltivati in caratteristici giardini con strutture a pilastri e muri di ciottoli, distribuiti a gradinate.
Le specie ittiche presenti nel lago sono oltre venticinque. Specie endemica del Garda è il carpione, un salmonide che predilige l'alto Garda e si ciba di plancton. Le sue carni sono apprezzate fin dall'antichità, ma questo ha causato una sovrapesca che ha portato la specie a rischio di estinzione. Tra le altre cause che hanno portato la specie ad essere in pericolo vi sono il peggioramento della qualità dell'acqua e la concorrenza di altre specie di pesci alloctone. Le specie autoctone del lago sono: alborella, agone, anguilla, barbo comune, bottatrice, carpione, cavedano, luccio, scardola, spinarello, tinca, triotto, vairone e la trota lacustre che raggiunge anche dimensioni notevoli (sono stati pescati esemplari di 15 kg). Mentre tra quelle alloctone ci sono: coregone lavarello, carpa, persico sole, persico trota e persico reale.

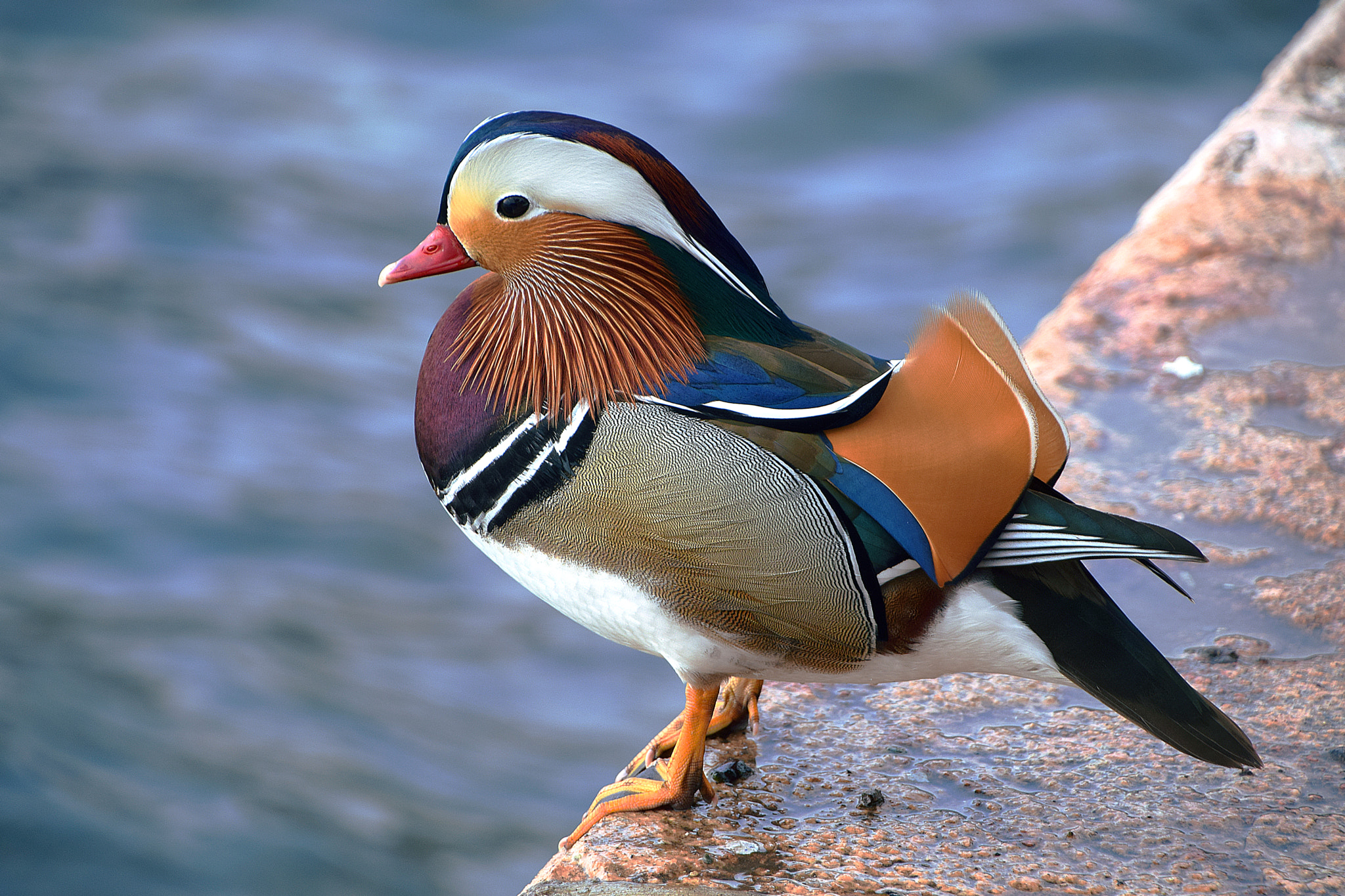
Un aix galericulata, o anatra mandarina, a Garda. Si tratta di un uccello originario dell'estremo oriente ma ormai inselvatichito, svernante e occasionalmente nidificante anche sul lago

Gli uccelli acquatici sono piuttosto numerosi, anche se alcune specie che in passato sostavano lungo le rive oggi non compaiono più, come fenicotteri e pellicani. Le specie più comuni sono le anatre (come germani reali, canapiglie, alzavole e le marzaiole), gli smerghi, gli aironi, le folaghe e i cigni. Il palmipede più diffuso è però il gabbiano, grazie alla varietà della sua alimentazione.

## Storia
Fino all'Ottocento gli abitanti del lago hanno conservato molte peculiarità frutto di una storia secolare e di profondi adattamenti all'ambiente in cui vivevano. Queste peculiarità erano particolarmente evidenti tra le genti dell'alto Garda in ragione del minor contatto con il mondo esterno, causato dal territorio impervio in cui vivevano, che rendeva difficili le comunicazioni. Ciò ha portato all'origine di una popolazione con tratti tipologici e morfologici ben precisi, ma anche ad uno stile di vita tipico della gente lacustre. Questi tratti sono andati lentamente a perdersi a partire dal Novecento, quando i contatti con l'esterno sono diventati più frequenti.

### Preistoria

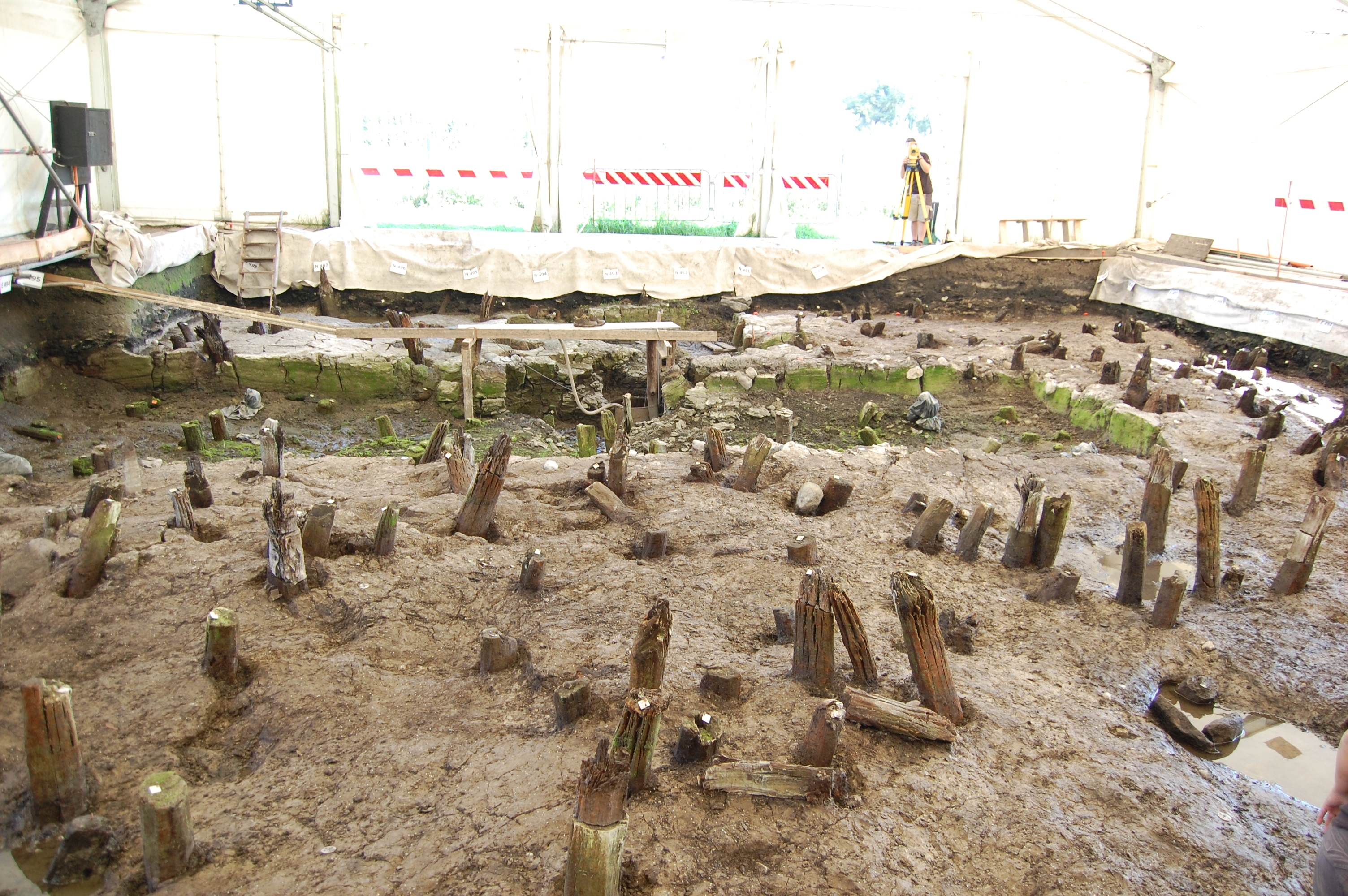
Il sito palafitticolo di Lucone, a Polpenazze del Garda, si trova in un'ampia conca un tempo occupata da un piccolo specchio d'acqua, ora in gran parte bonificata

Nella zona gardesana sono state rinvenute tracce di presenza umana afferibili al Paleolitico medio, in particolare strumenti in selce, ma solamente oltre certe altitudini, in quanto a quote minori le azioni dei ghiacciai hanno cancellato tutti gli indizi che avrebbero potuto provare la presenza dell'uomo. Del Paleolitico superiore sono rimasti alcuni segni di accampamenti, in particolare sui versanti dei monti Baldo e Stivo, mentre nel Mesolitico pare che la zona più frequentata fosse quella del Baldo a causa della presenza di grandi quantità di selce, anche se testimonianze di questo periodo sono state ritrovate pure nei pressi di Nago, Arco e Manerba. Nel Neolitico le popolazioni che abitavano il lago entrarono in contatto con la cultura dei vasi a bocca quadrata, come testimoniano anche gli oggetti a corredo di alcune tombe di questo periodo ritrovate nei pressi di Arco.

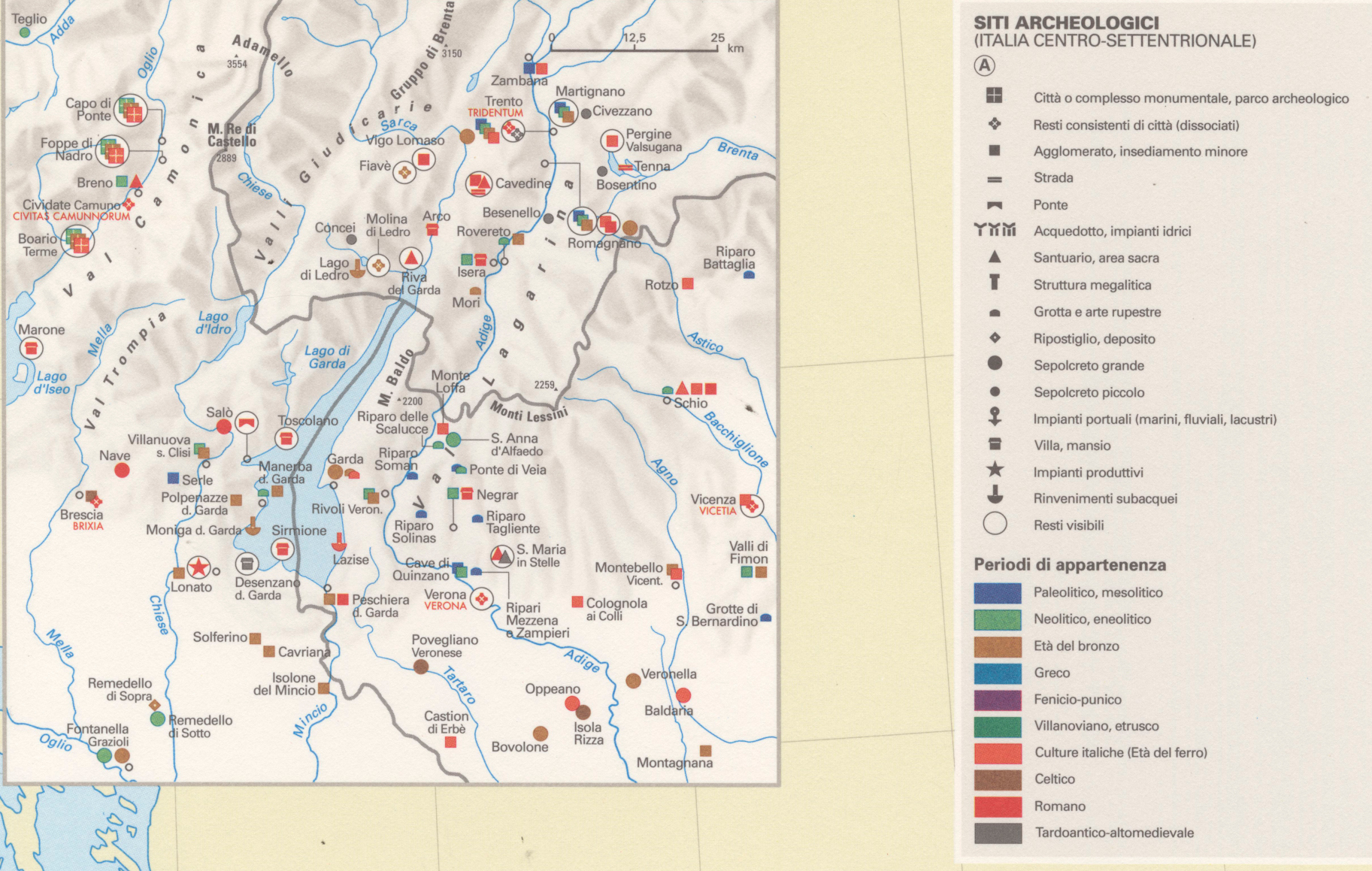
Mappa dei siti archeologici nel territorio che circonda il Garda

Le maggiori testimonianze di presenza umana in età preistorica risalgono però all'età del bronzo, quando sorsero nel basso lago, ma anche nell'entroterra benacense, numerosi aggregati di case su palafitte, le cui tracce sono piuttosto abbondanti e precise, ma che furono però abbandonate durante l'età del ferro in favore di punti più strategici. Il lago di Garda fu punto d'incontro tra le popolazioni dei Reti e quelle dei Veneti, la cui presenza è testimoniata in particolar modo dalla necropoli veneta di Garda, oltre che degli Etruschi che giunsero a trafficare in queste zone. Plausibile anche la presenza dei Cenomani, i quali si sarebbero insediati nell'area tra Brescia e il lago intorno al VI secolo a.C., lasciando loro tracce per lo più nella toponomastica lombarda.

### Storia antica

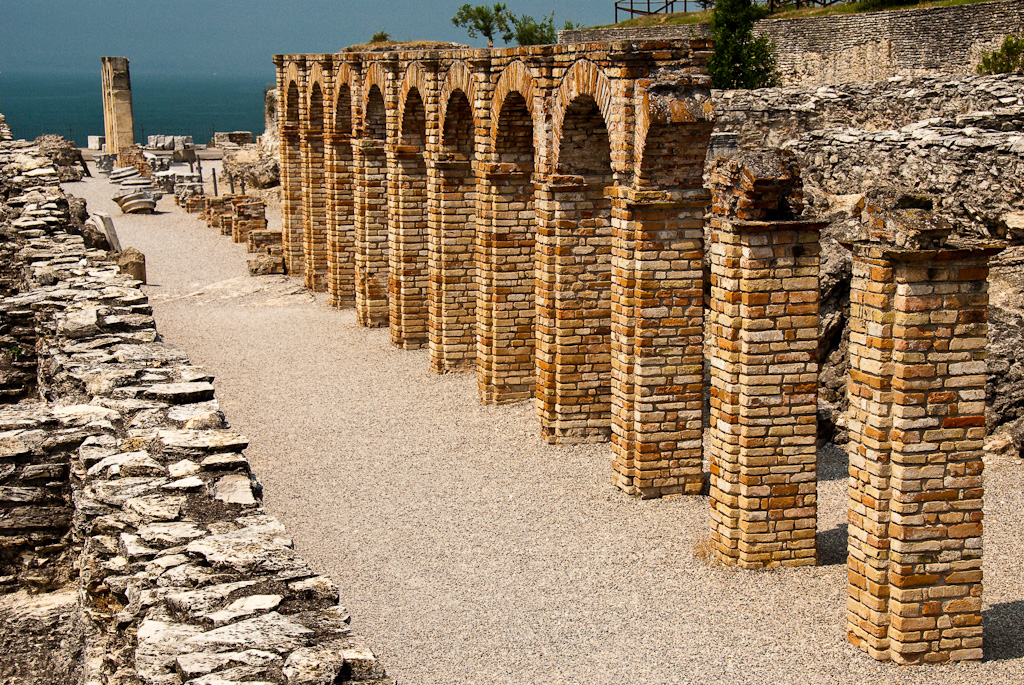
Sono numerose le testimonianze romane lungo le sponde del Garda, tra le più note le Grotte di Catullo

L'integrazione tra Romani e Cenomani, i quali controllavano la zona gardesana, iniziò probabilmente nel 225 a.C., quando vi fu un trattato di alleanza tra Cenomani, Veneti e Romani, anche se l'effettiva romanizzazione del territorio avvenne tra il II e il I secolo a.C., tanto che nell'89 a.C. vennero concessi i diritti già delle città latine per volontà del console romano Gneo Pompeo Strabone e una quarantina di anni dopo fu concessa la cittadinanza romana a Brescia (il cui agro comprendeva la sponda occidentale e settentrionale del Benaco) e a Verona (che comprendeva invece la sponda orientale). Un secolo strategico fu il I d.C. in quanto vennero realizzate strade di notevole importanza, come la via Gallica, che collegava Verona con Milano passando da Peschiera (l'antica Arilica), e la via Claudia Augusta, che collegava la pianura con il passo di Resia e quindi i territori più settentrionali, oltre ad alcune strade di minore importanza che collegavano la val d'Adige con il Garda, la via Benacensis (all'altezza di Torri del Benaco) e la Campiona. Furono inoltre istituiti due pagi, ovvero circoscrizioni territoriali rurali: quello dei Benacenses sul bresciano e il pagus dei Claudienses sul veronese.
Nel 268 si combatté la battaglia del lago Benaco tra l'esercito dell'impero romano, comandato dal futuro imperatore Claudio il Gotico, e la federazione germanica degli Alemanni. La schiacciante vittoria ottenuta dai romani permise la definitiva cacciata dall'Italia settentrionale degli Alemanni, a causa delle gravissime perdite che subirono durante la battaglia.
La presenza romana è ampiamente testimoniata da insediamenti, ville (in particolare le note Grotte di Catullo), da resti di centuriazione ancora oggi visibili nella piana a nord di Riva del Garda, dai resti di un santuario non distante dalla stessa Riva, da una necropoli situata in una località di Cavaion Veronese in cui furono ritrovati numerosi corredi funebri, da alcune lapidi, testimonianze epigrafiche e dall'altare di Lazise.

### Storia medievale

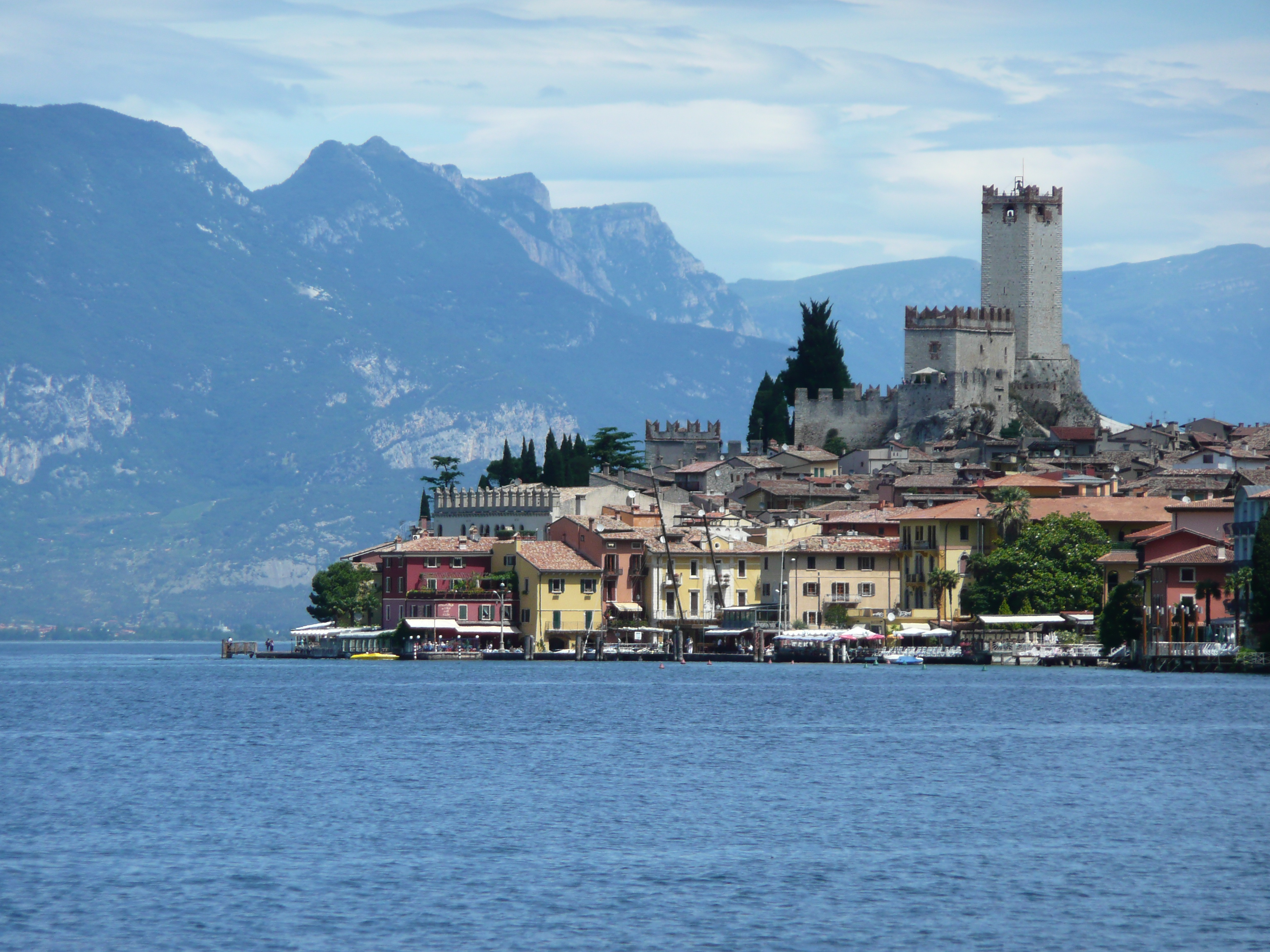
Il castello scaligero di Malcesine e l'abitato che sorge ai suoi piedi

Dopo il crollo dell'impero romano la regione gardesana assistette al passaggio di numerose popolazioni barbariche, ma la prima popolazione germanica che vi si stanziò, dopo una lunga migrazione, fu quella dei Longobardi. Le loro testimonianze sono presenti per lo più lungo le sponde meridionale e orientale, preferite ad altre zone per via dell'importanza strategica: da qui si poteva infatti controllare sia le vie d'acqua del Garda e del Mincio, che la val d'Adige. Durante l'egemonia longobarda vi fu una prima riorganizzazione, oltre che la definitiva cristianizzazione dell'area, iniziata nei secoli precedenti da san Vigilio e san Zeno. Il lago rimase al confine fra tre potenti ducati longobardi, quelli di Verona, di Trento e di Brescia, e fu al centro di un'importante rete di comunicazioni, sia commerciali sia militari.
I primi documenti che testimoniano la presenza di una Fines Gardenses, un'entità dotata di propri funzionari per l'amministrazione della giustizia, anche se non autonomi rispetto al conte di Verona, risalgono all'825, mentre dopo il mille venne istituito dall'imperatore Enrico II la contea di Garda, detta anche Judicaria gardensis, a cui faceva capo tutta la sponda orientale. A partire dall'XI secolo le cittadine gardesane cominciarono a sviluppare una politica differenziata rispetto a quella dei maggiori centri di influenza - Verona, Brescia e Trento - e questa maggiore autonomia fece sì che, a partire dal secolo successivo, molti centri divennero libere comunità. Queste possedevano condizioni economiche agiate rispetto ai paesi dell'entroterra e una forte consapevolezza sociale e senso comunitario.

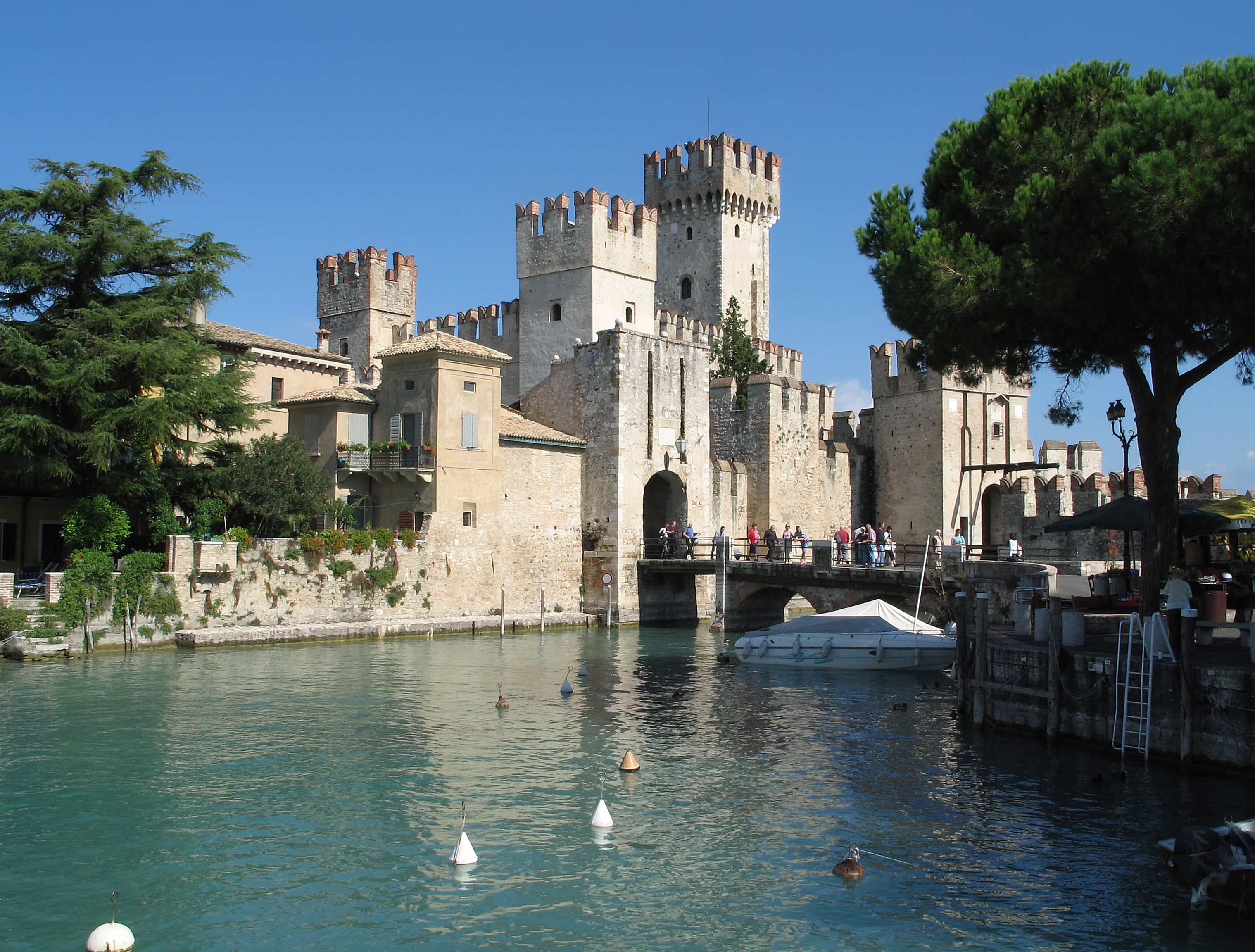
La rocca di Sirmione, uno tra i castelli scaligeri meglio conservati

Nel XIII secolo si affermò però la Signoria Scaligera, che assoggettò ben presto la sponda orientale del lago, la quale venne compresa amministrativamente nel distretto della Gardesana e del Baldo. I Signori veronesi realizzarono numerose costruzioni difensive, in particolare fecero costruire i castelli di Sirmione, di Malcesine e di Riva del Garda, rafforzarono le strutture portuali di Lazise e di Torri del Benaco, e realizzarono, nell'entroterra, il grande sistema difensivo del Serraglio, unico nel suo genere in Italia. Questo sistema fortificato, terminato da Cangrande II nel 1355, prevedeva castelli isolati a Ponti e a Monzambano, quindi una seria continua e ininterrotta di castelli e torri collegate da muri difensivi che partivano dalla rocca di Valeggio sul Mincio, i quali si saldavano al castello di Villafranca, e che proseguivano poi fino a Nogarole Rocca. Il Serraglio si conservò praticamente integro fino a metà Ottocento, dopo di che venne parzialmente smantellato.
Negli anni settanta del Trecento Cansignorio della Scala pose il controllo del lago nelle mani di due ufficiali dotati di ampie prerogative politiche, amministrative e militari: il capitano della Gardesana e il capitano del lago.

### Storia moderna

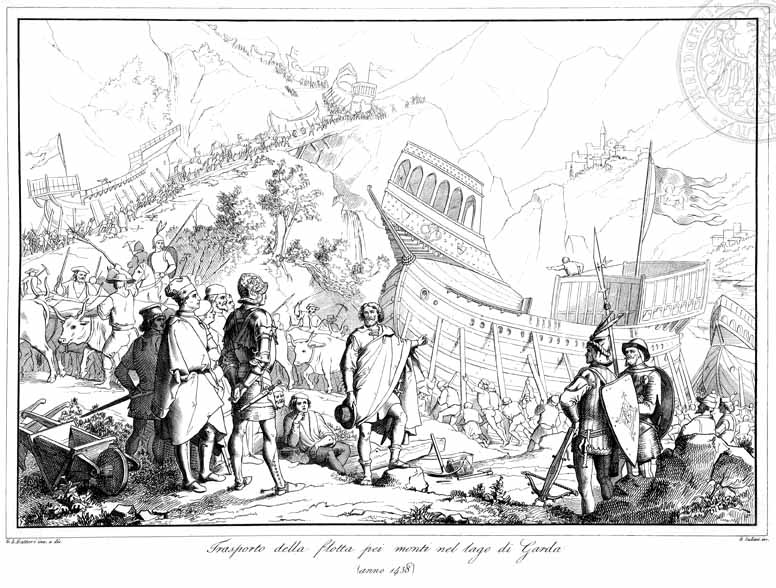
Il trasporto in salita verso passo San Giovanni della flotta veneziana durante l'impresa denominata Galeas per montes

Nel 1387, in seguito alla sconfitta di Antonio della Scala, tutto il territorio del Garda venne assoggettato ai Visconti; già nel 1405 la riva orientale passò però nelle mani della Serenissima, a seguito della dedizione di Verona a Venezia, mentre la sponda occidentale rimaneva afflitta dalle lotte tra guelfi e ghibellini. Nel 1426 i Visconti persero Brescia e la sponda occidentale del lago, che passò così nelle mani di Venezia, pure in questo caso tramite dedizione: riuniti sotto la bandiera della Repubblica di Venezia, i 34 comuni benacensi ottennero ampie autonomie e a Salò si stabilì il provveditore della Riviera. La guerra tornò a insanguinare le acque gardensi nel 1438, per via della lotta tra Venezia e Milano: un evento eccezionale, ricordato con il nome di Galeas per montes, fu il passaggio di una flotta veneziana, composta da sei galere e venticinque navi, sulle pendici del monte Baldo, trainate da 2 000 buoi. Questa flotta navigò sull'Adige e giunse fin quasi a Rovereto, da dove venne trasportata sino al lago di Garda via terra attraverso la valle del lago di Loppio. La flotta venne poi utilizzata per contrastare quella milanese ed ebbe il suo maggior successo in battaglia presso Riva del Garda, cui seguì la capitolazione della città.
Nel 1508 si costituì la lega di Cambrai (la quale aveva delle mire anche sulla regione gardesana) contro la Serenissima: Venezia rafforzò i castelli dei propri domini di Terraferma, tra i quali quelli di Salò e Padenghe, e inviò diverse galee sul lago, oltre a farne costruire di nuove direttamente sul Garda, presso l'arsenale di Lazise. Durante la guerra i veneti persero parte dei loro domini che vennero però recuperati nel 1512, quando a Salò poté tornare il provveditore. Nel 1516 scese in Italia l'imperatore Massimiliano I e la Riviera tornò nuovamente in mano tedesca, ma il suo ritorno improvviso in Germania consentì alla Serenissima di recuperare i territori persi.
Dopo la guerra della Lega di Cambrai, per lungo tempo il territorio non venne colpito direttamente da nuove lotte: solo nel 1701 venne coinvolto nella guerra di successione spagnola, quando spagnoli e francesi si posizionarono nelle valli bresciane e sul monte Baldo, con lo scopo di fermare la discesa delle truppe imperiali. Tra anni più tardi alcune zone vennero invece occupate dalle truppe imperiali e a nulla valse l'invio di ambasciatori da parte della Serenissima, che si era mantenuta neutrale. Anzi, durante la permanenza di truppe francesi e tedesche vi furono numerosi scontri e i centri abitati furono più volte bombardati da navi. Solo a giugno la guerra si spostò dal lago in altri territori.

### Storia contemporanea

#### La breve dominazione francese

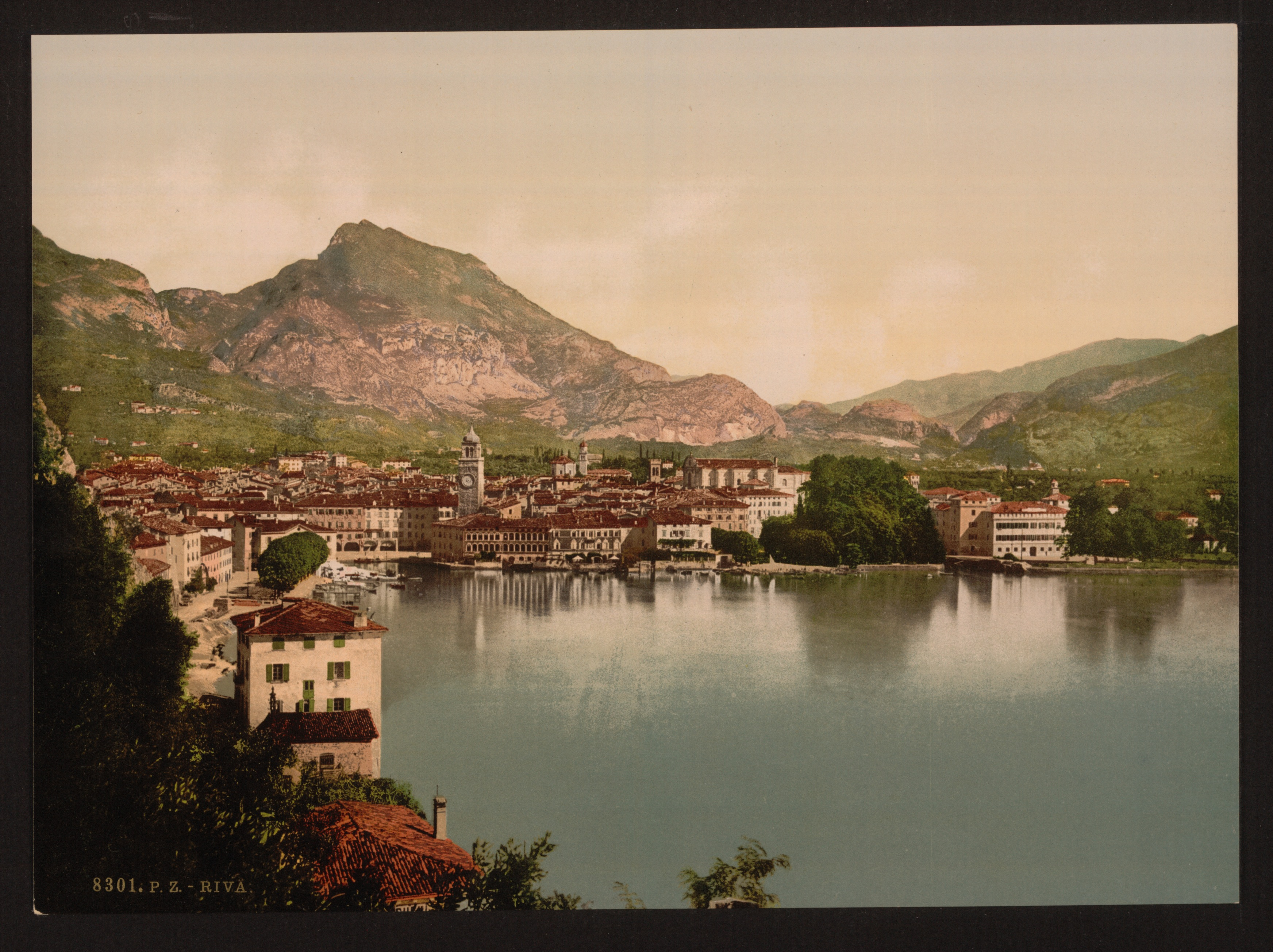
Veduta di Riva del Garda, l'unica cittadina del lago a far parte della contea del Tirolo, in seguito al ritorno alla giurisdizione imperiale austriaca nel 1815

Nel 1796 i territori della Serenissima vennero coinvolti nelle guerre napoleoniche: a fine maggio i francesi avanzarono fino al lago e il 30 sconfissero gli austriaci a Borghetto sul Mincio e conquistarono Peschiera. A fine luglio vennero invece sconfitti i francesi che dovettero ritirarsi oltre Salò, che venne occupata dagli austriaci. Si svolsero quindi numerosi scontri tra gli avversari sul campo di battaglia del lago di Garda: il 3 e 4 agosto i francesi sconfissero gli austriaci nella battaglia di Lonato e poi ancora il 5 in quella di Castiglione. L'anno seguente i francesi occuparono pure Mantova, mentre le valli bresciane e la Riviera insorsero contro i napoleonici, anche se la Repubblica di Venezia mantenne il suo status di neutralità e non inviò aiuti in soccorso. I veronesi organizzarono invece, in modo autonomo, delle spedizioni contro i centri occupati dai francesi, ma vennero sconfitti e si videro costretti a ritirarsi a Verona, dove il 17 aprile ebbero inizio le insurrezioni antifrancesi denominate "Pasque veronesi". Il 17 ottobre venne però firmato il trattato di Campoformio: ai francesi andarono le sponde sud-occidentali, mentre agli austriaci quelle nord-orientali. Nel 1799 la guerra continuò, anche con incursioni dall'acqua, finché l'anno successivo la Riviera non tornò in mano francese: il lago divenne parte della Repubblica Cisalpina (in seguito trasformatasi in Repubblica Italiana e poi ancora in Regno d'Italia, sempre sotto il controllo francese), venendo suddiviso tra il dipartimento del Mella (la sponda occidentale) e il dipartimento del Mincio (la sponda orientale).
In seguito alla sconfitta definitiva di Napoleone Bonaparte, nel 1815, si avviò un processo di ristabilimento del potere dei sovrani assoluti dell'Ancien Régime, processo che prese il nome di Restaurazione. Durante il congresso di Vienna si decise, contrariamente ai principi-guida del congresso stesso, di non ricostituire la Repubblica di Venezia, dalle cui ceneri nacque il Regno Lombardo-Veneto: in questo modo tutta la regione gardense tornò in mano austriaca. I due dipartimenti di epoca napoleonica vennero sostituiti dalla provincia di Verona e dalla provincia di Brescia, mentre il territorio trentino con Riva del Garda venne unito alla contea del Tirolo.

#### Le guerre d'indipendenza

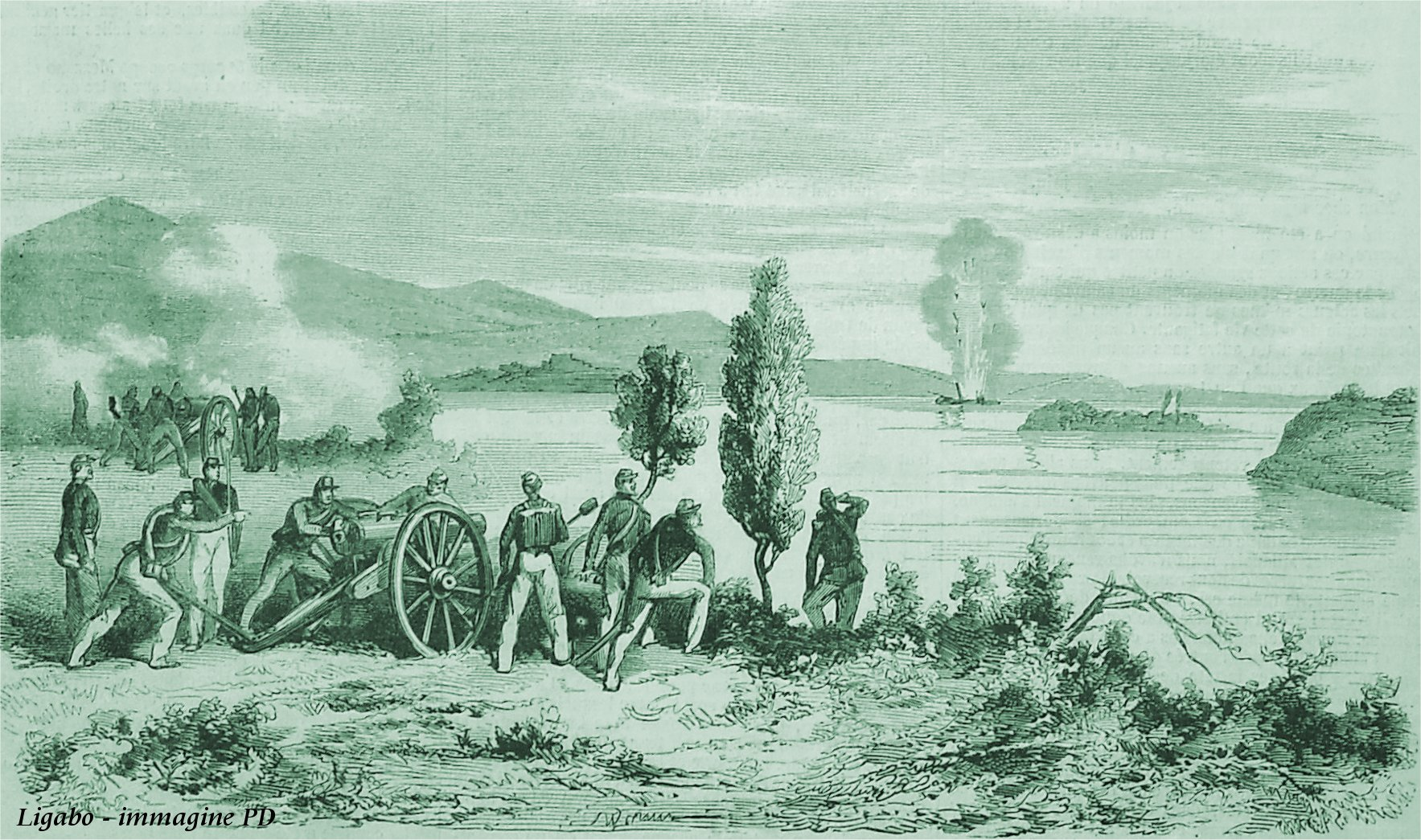
Salò, il 19 giugno 1859 le batterie piemontesi affondano un battello a vapore austriaco sul lago di Garda

La prima guerra di indipendenza italiana vide un iniziale, lento avanzamento dell'esercito piemontese in direzione del lago: alla notizia del suo avvicinamento, Salò si ribellò al giogo austriaco, furono fatti prigionieri diversi soldati e abbattute le insegne austriache. Nel corso degli eventi anche Riva del Garda e diversi paesi della sponda veronese si sollevarono. L'esercito austriaco fu costretto a ritirarsi sulla linea del Mincio per l'avanzata delle truppe piemontesi e il 4 aprile gli austriaci furono cacciati da Lonato e Desenzano, mentre non riuscì il tentativo piemontese di conquistare Peschiera. Dopo la sconfitta piemontese di Custoza venne però firmato l'armistizio Salasco e ripristinato lo status quo ante guerra.
Nel 1859 iniziò la seconda guerra di indipendenza; il 18 giugno i cacciatori delle Alpi riuscirono a entrare a Salò, da dove Giuseppe Garibaldi voleva partire per proseguire l'avanzata verso il Veneto attraversando con alcune imbarcazioni il lago, ma nuovi ordini lo obbligarono a spostare le truppe nelle valli bresciane. Le truppe italiane riuscirono però ad affondare un piroscafo austriaco prima di lasciare Salò. Poco dopo venne combattuta la battaglia di Solferino e San Martino, vinta dai franco-sabaudi, e Peschiera venne assediata, ma con l'armistizio di Villafranca si pose fine alla guerra: il Garda tornò a diventare terra di confine, in questa occasione tra italiani e austriaci.
Durante la terza guerra di indipendenza Garibaldi tornò nuovamente a Salò, da dove iniziò l'avanzata preliminare all'invasione del Trentino. Intanto le cannoniere austriache che solcavano il lago bombardarono ripetutamente Gargnano e cercarono di imporre il loro predominio ostacolando le operazioni del Corpo Volontari Italiani di Giuseppe Garibaldi. Nonostante l'umiliante sconfitta italiana per mare e per terra, il Veneto venne consegnato al Regno d'Italia, tranne la parte settentrionale del lago che rimase ancora sotto il controllo austriaco.

#### Le due guerre mondiali

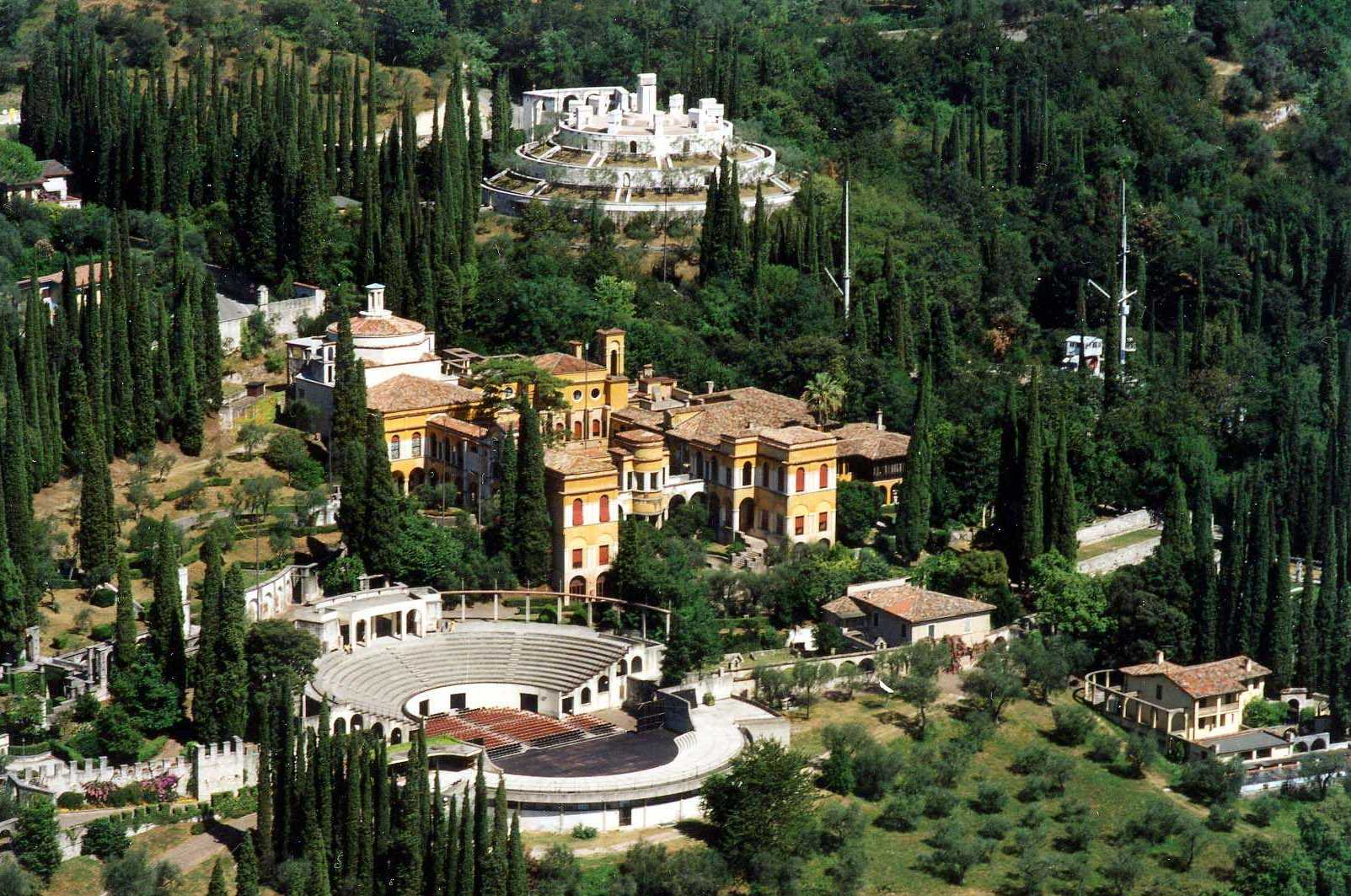
La villa di D'Annunzio a Gardone Riviera, disegnata dall'architetto Giancarlo Maroni

Durante la prima guerra mondiale si combatté sull'alto Garda, in particolare a nord del massiccio del monte Baldo. Il 23 luglio 1915 avvenne il primo bombardamento aereo nella zona, quando fu colpita Riva del Garda, mentre il 10 agosto fu bombardata Malcesine e il 25 ottobre nuovamente Riva. I piroscafi del lago vennero requisiti dall'esercito italiano e vennero riequipaggiati come navi da guerra. L'anno seguente furono installate alcune batterie di cannoni e artiglierie, ma il 20 febbraio Riva venne colpita nuovamente. Il giorno seguente tre aerei austriaci bombardarono Desenzano, mentre il 27 febbraio bombe caddero a Nago e Torbole. Nel 1918, mentre sul Baldo infuriavano i combattimenti, venne bombardata nuovamente Riva. Successivamente furono bersagliate Limone e, ancora una volta, Riva, ma con la fine della guerra anche la sponda trentina passò in mano italiana.
Nel periodo tra le due guerre il poeta vate Gabriele D'Annunzio si stabilì a Gardone Riviera, dove sarebbe poi edificato il Vittoriale degli Italiani, sua residenza e oggi museo. Nel 1922 si verificarono alcuni episodi squadristi: i più importanti furono contro il circolo socialista di Desenzano e l'amministrazione comunale di Toscolano.

Villa Simonini a Salò, sede del Ministero degli esteri della Repubblica Sociale Italiana

Fino al 1943 i fatti della seconda guerra mondiale non interessarono particolarmente la regione del lago, ma in seguito alla nascita della Repubblica Sociale Italiana il comando tedesco si insediò a Limone e, il 10 ottobre, quello di Benito Mussolini a Gargnano, località dove sono di pattuglia 530 SS; a Desenzano ebbe sede il Ministero della difesa; a Salò si stabilirono il Ministero degli esteri, il Ministero della cultura popolare e le agenzie di stampa (questi ultimi due incentrati a villa Amadei); a Lonato erano presenti uffici del Ministero della Marina Repubblicana e della XªMAS, Fasano fu sede dell'ambasciata tedesca e Gardone di quella giapponese, mentre a Maderno trovò sistemazione il Ministero degli interni e il Partito Fascista Repubblicano. Clara Petacci, l'amante del Duce, si stabilì nella foresteria del Vittoriale. La parte trentina del lago venne inoltre occupata militarmente dalla Wehrmacht. Ben presto a Brescia si formò il XV Gruppo Corazzato Leonessa, mentre a Verona presero vita i battaglioni "Mussolini", "Folgore" e "Abbi fede". Mussolini lasciò però Gargnano per trasferirsi a Milano in un corteo di sei autovetture il 18 aprile 1945.
Un primo bombardamento pesante colpì il viadotto ferroviario di Desenzano il 22 luglio 1944, mentre furono mitragliati da aerei l'ufficio postale di Torri del Benaco e le postazioni contraeree di Malcesine. Successivamente furono compiuti bombardamenti ripetuti su alcuni centri abitati della sponda veronese. Nel 1945 i cieli sopra il Garda furono teatro degli ultimi combattimenti tra caccia anglo-americani e italo-tedeschi.

## Geografia antropica

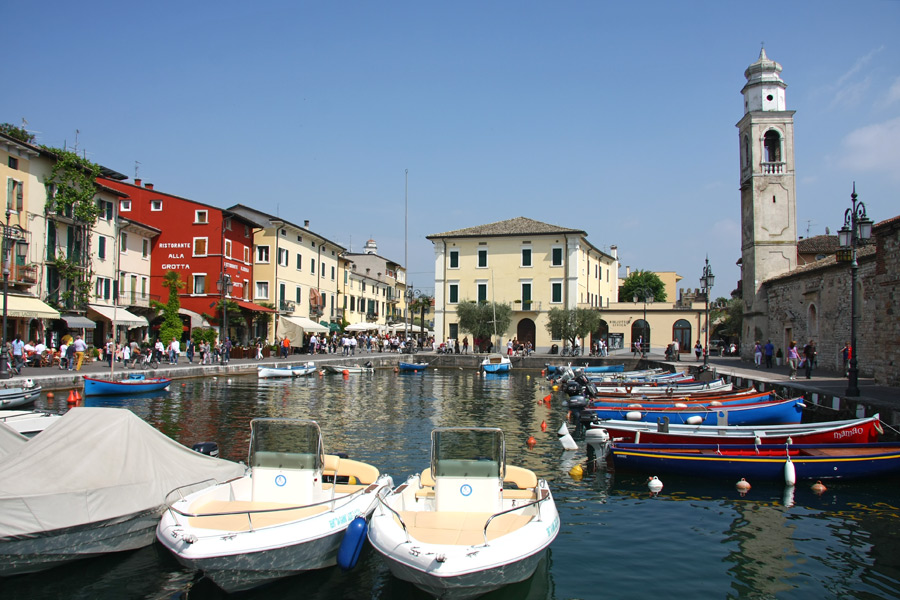
Veduta del porto vecchio di Lazise

Nel XV secolo Marin Sanudo fece una rassegna dei maggiori centri abitati del lago: Peschiera, Lazise, Cisano, Bardolino, Garda, San Vigilio, Torri, Pai, Brenzone, Malcesine, Torbole, Riva, Limone, Gargnano, Bogliaco, Toscolano, Maderno, Salò, Manerba, Desenzano, Rivoltella e Sirmione. Quest'elenco di centri, che allora dovevano avere un importante ruolo militare, commerciale o abitativo, può considerarsi ancora oggi abbastanza valido, segno che la geografia antropica del lago era ormai ben consolidata.
Tutti questi centri si collocano lungo le rive del lago, a testimonianza dell'importanza del rapporto con l'acqua per i benacensi: prima dell'arrivo del turismo erano centri dediti principalmente alla pesca, al commercio e alla navigazione, mentre nell'entroterra (in collina o montagna) i piccoli borghi erano dediti alla pastorizia e all'agricoltura. I centri urbani erano di fatto città borghesi in miniatura, con tanto di chiese, edifici pubblici, piazze, il castello e le mura che le dividevano dal bucolico mondo esterno. Oggi queste piccole città si estendono anche fuori dalle antiche mura e la funzione di divisione tra mondo urbano e quello più naturale viene svolta dalle rapide pendici dei monti e dalle colline che circondano la costa. Fra i centri, fin dall'antichità, è sempre corsa una strada che circondava il lago, in cui confluivano tutte quelle che giungevano dalle città e dai paesi dell'entroterra. I centri maggiori, Desenzano, Peschiera, Lazise, Garda, Malcesine, Riva, Salò, rendono ancora l'idea di essere punti di riferimento per ampie zone circostanti.

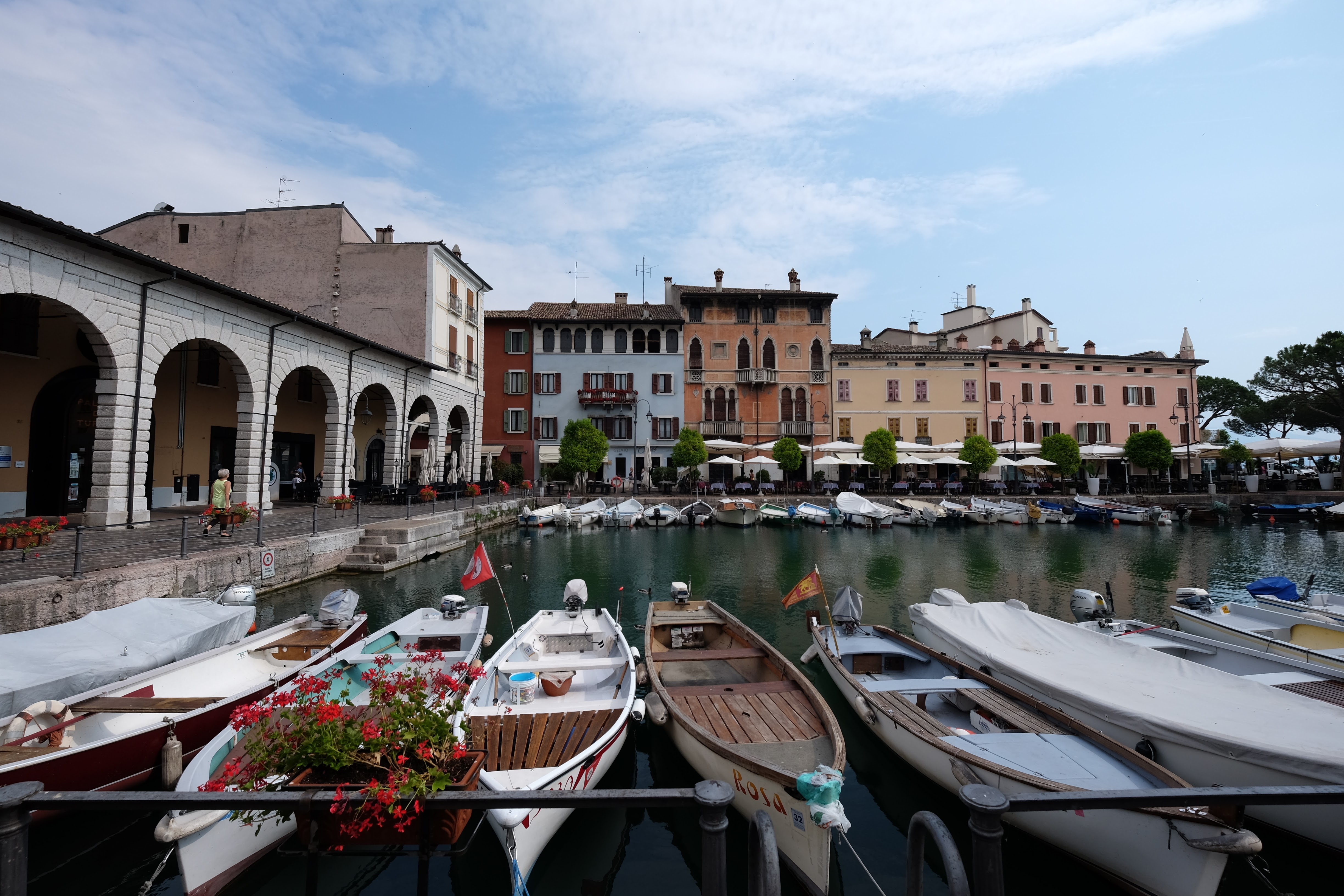
Il porto vecchio di Desenzano

In luoghi tanto impervi e con poco spazio a disposizione, i paesi spesso sorgevano, e sorgono, arroccati lungo la costa, con case addossate le une alle altre e con strade, di conseguenza, anguste e irregolari, il tutto senza una visione razionale d'insieme.
Solo gli Scaligeri riuscirono a riordinare lo schema urbanistico di alcuni centri. Quella scaligera fu infatti la dominazione che più di tutte lasciò tracce sul territorio, tramite la costruzione di castelli e mura attorno alle cittadine, creando un sistema difensivo ben integrato: le trasformazioni maggiori riguardarono Sirmione, Peschiera, Lazise, Bardolino, Garda, Malcesine e Riva. Sirmione, sorto sulla penisola a sud del lago, vide la costruzione di un imponente castello con un porto militare e di mura difensive con torri attorno al borgo. Anche Peschiera del Garda rivestiva un'importante funzione, in quanto sbarramento del fiume Mincio, per cui le sue mura vennero ampliate dagli Scaligeri, quindi abbattute e ricostruite dalla Serenissima, con un tipo di fortificazione più moderno. Lazise subì una razionalizzazione ancora più drastica, arrivando a somigliare ad una città romana: la città, circondata da mura, assunse una pianta quadrangolare e all'interno le vie vennero tracciate secondo uno schema urbanistico ortogonale. Le mura di Bardolino sono state interamente abbattute nel XIX secolo e anche quelle di Garda e di Malcesine (dove rimane però il castello arroccato su un promontorio) sono oggi in gran parte scomparse. Riva del Garda, strategicamente importante per le comunicazioni con la valle del fiume Sarca, venne munita di mura e di un castello. Ma pure la sponda bresciana presentava borghi muniti, quali Desenzano, Maderno, Manerba e in particolare Salò.

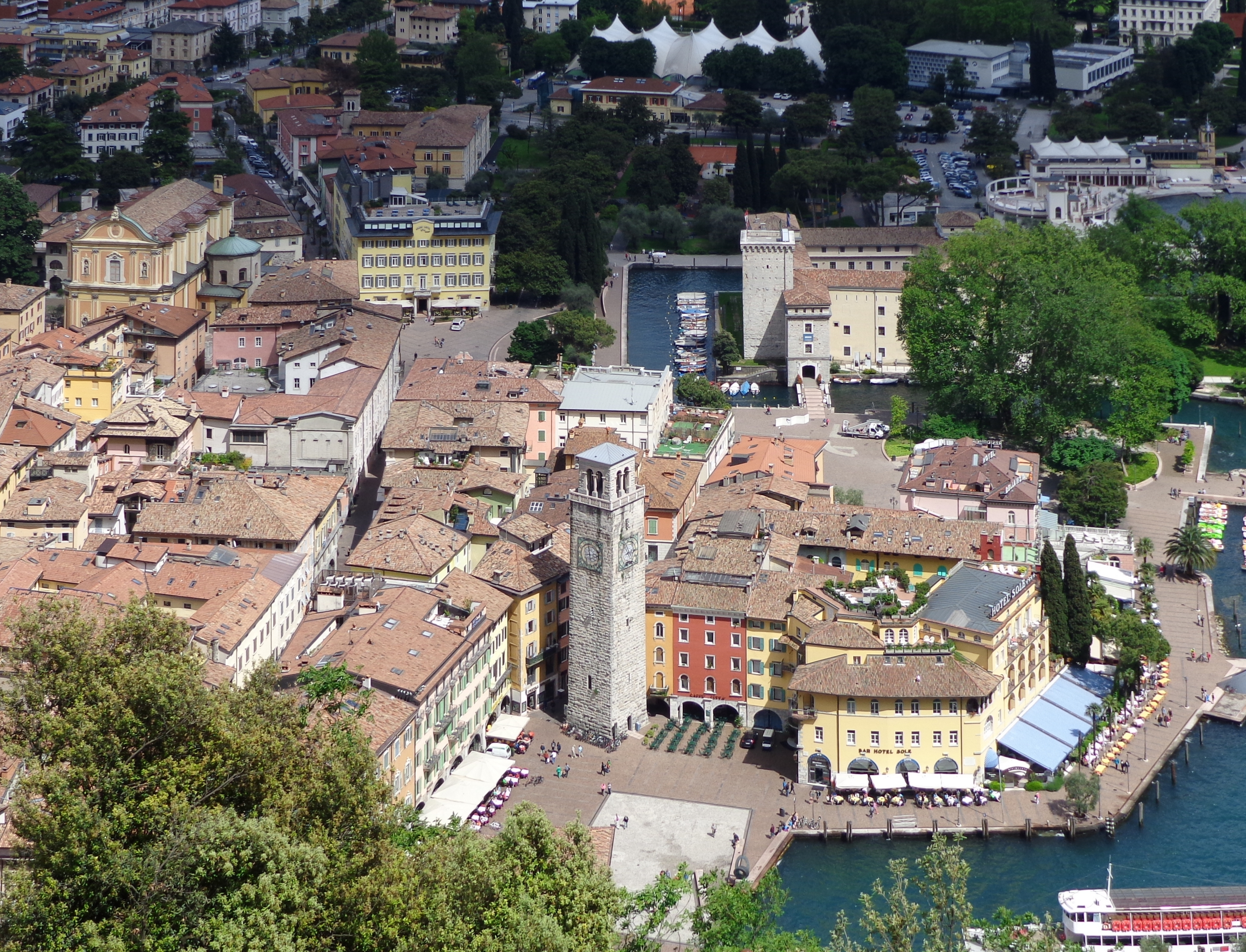
Il centro storico di Riva

Se durante il dominio scaligero i borghi si caratterizzarono per le cinte murarie e i castelli, durante quello veneto nei vari paesi venne dato un nuovo assetto alle piazze e nel contempo sorsero palazzi e chiese, anche fuori dalle medievali cinte murarie: su ambedue i lati del lago – occidentale e orientale – la pace sotto la Serenissima diede impulso all'edilizia, tanto che a Garda e Salò vennero abbattute le mura per fare spazio ai nuovi edifici. Peschiera del Garda fu l'unica città che vide rafforzata la propria funzione militare: nel XVI secolo, i veneziani abbatterono la fortezza scaligera e costruirono le nuove possenti mura a prova di artiglieria; successivamente gli austriaci ampliarono le strutture militari e costruirono un campo trincerato esterno. Questa funzione divenne opprimente per l'economia cittadina che si riprese soltanto grazie alla diffusione del turismo di massa. La dominazione austriaca lasciò segni evidenti anche a Riva del Garda, la quale fu circondata da una serie di forti.

### Suddivisioni amministrative
Di seguito l'elenco dei comuni che si affacciano sulle rive del lago (esclusi i comuni di Arco e Ledro il cui territorio, per un breve tratto, combacia con la linea costiera ma non copre alcuna parte della superficie lacustre):
| Stemma | Comune                | Provincia | Popolazione | Superficie (km²) | Densità (ab/km²) |
| ------ | --------------------- | --------- | ----------- | ---------------- | ---------------- |
|        | Desenzano del Garda   | Brescia   | 29 318      | 59,26            | 489,96           |
|        | Riva del Garda        | Trento    | 17 518      | 40,73            | 425,51           |
|        | Lonato del Garda      | Brescia   | 16 826      | 68,2             | 246,72           |
|        | Castelnuovo del Garda | Verona    | 13 404      | 34,43            | 386,20           |
|        | Peschiera del Garda   | Verona    | 10 774      | 18,27            | 578,76           |
|        | Salò                  | Brescia   | 10 492      | 29,75            | 356,40           |
|        | Sirmione              | Brescia   | 8 332       | 26,25            | 317,41           |
|        | Toscolano Maderno     | Brescia   | 7 588       | 58,17            | 130,45           |
|        | Bardolino             | Verona    | 7 186       | 57,33            | 125,34           |
|        | Lazise                | Verona    | 6 942       | 63,15            | 109,93           |
|        | Manerba del Garda     | Brescia   | 4 900       | 36,63            | 133,77           |
|        | Padenghe sul Garda    | Brescia   | 4 691       | 26,81            | 174,97           |
|        | Garda                 | Verona    | 4 132       | 14,37            | 287,54           |
|        | Malcesine             | Verona    | 3 616       | 69,29            | 52,19            |
|        | San Felice del Benaco | Brescia   | 3 454       | 20,22            | 170,82           |
|        | Torri del Benaco      | Verona    | 3 005       | 46,3             | 64,9             |
|        | Nago-Torbole          | Trento    | 2 834       | 28,39            | 99,82            |
|        | Gargnano              | Brescia   | 2 766       | 76,75            | 36,04            |
|        | Gardone Riviera       | Brescia   | 2 662       | 21,39            | 124,45           |
|        | Moniga del Garda      | Brescia   | 2 604       | 14,65            | 177,75           |
|        | Brenzone sul Garda    | Verona    | 2 467       | 18,57            | 47,82            |
|        | Tremosine sul Garda   | Brescia   | 2 076       | 72,69            | 28,56            |
|        | Tignale               | Brescia   | 1 198       | 45,86            | 26,12            |
|        | Limone sul Garda      | Brescia   | 1 143       | 23,03            | 49,63            |

## Economia

### Agricoltura

#### Viticoltura

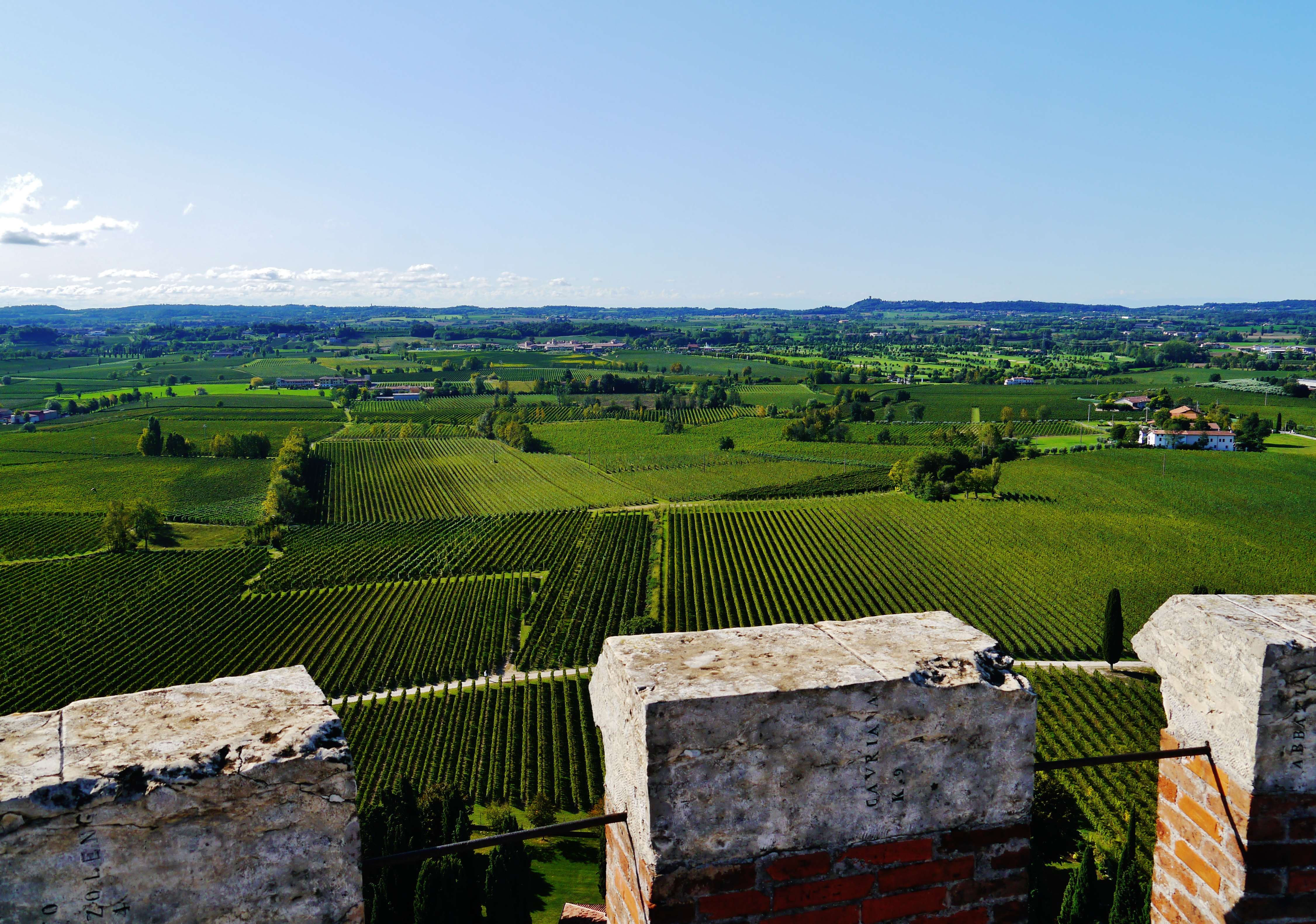
Vigneti di Lugana DOC visti dalla torre di San Martino della Battaglia

Nella regione gardesana solo la coltivazione dell'olivo riesce a contendere la supremazia della vite; qui, infatti, vi sono le condizioni climatiche e il terreno adatto per la crescita della vite, che è presente in particolare nelle zone meridionali e centrali di entrambe le sponde. Non si è a conoscenza né di chi abbia introdotto tale pianta in questo ambiente né quando, ma alcune testimonianze riportano che già nel I secolo il vino gardesano era ben noto e si poteva facilmente trovare nei banchetti degli antichi romani con il nome di vino Retico. Il Retico fu uno dei vini preferiti dell'imperatore Augusto, per lo meno secondo quello che ci riporta Svetonio; pure Plinio loda le viti e l'uva retica, affermando che era piuttosto in voga a Roma.
I vini del Garda sono ancora oggi pregiati e piuttosto ricercati. Molto noto in particolare il Bardolino DOC, di colore rosso, profumo delicato e sapore piacevole, che si produce fra Peschiera e Malcesine e del quale Goethe parla nel suo Viaggio in Italia. Altro vino veronese è il giovane Custoza DOC, affermatosi per via della sua gentilezza aromatica e morbidità gustativa, facilmente abbinabile a molti piatti e fuori pasto. Lungo la sponda bresciana, fino a toccare quella veronese, vi sono poi i vigneti del Lugana DOC, considerato una delle eccellenze gardesane e pertanto conosciuto anche fuori dall'Italia.

#### Olivicoltura

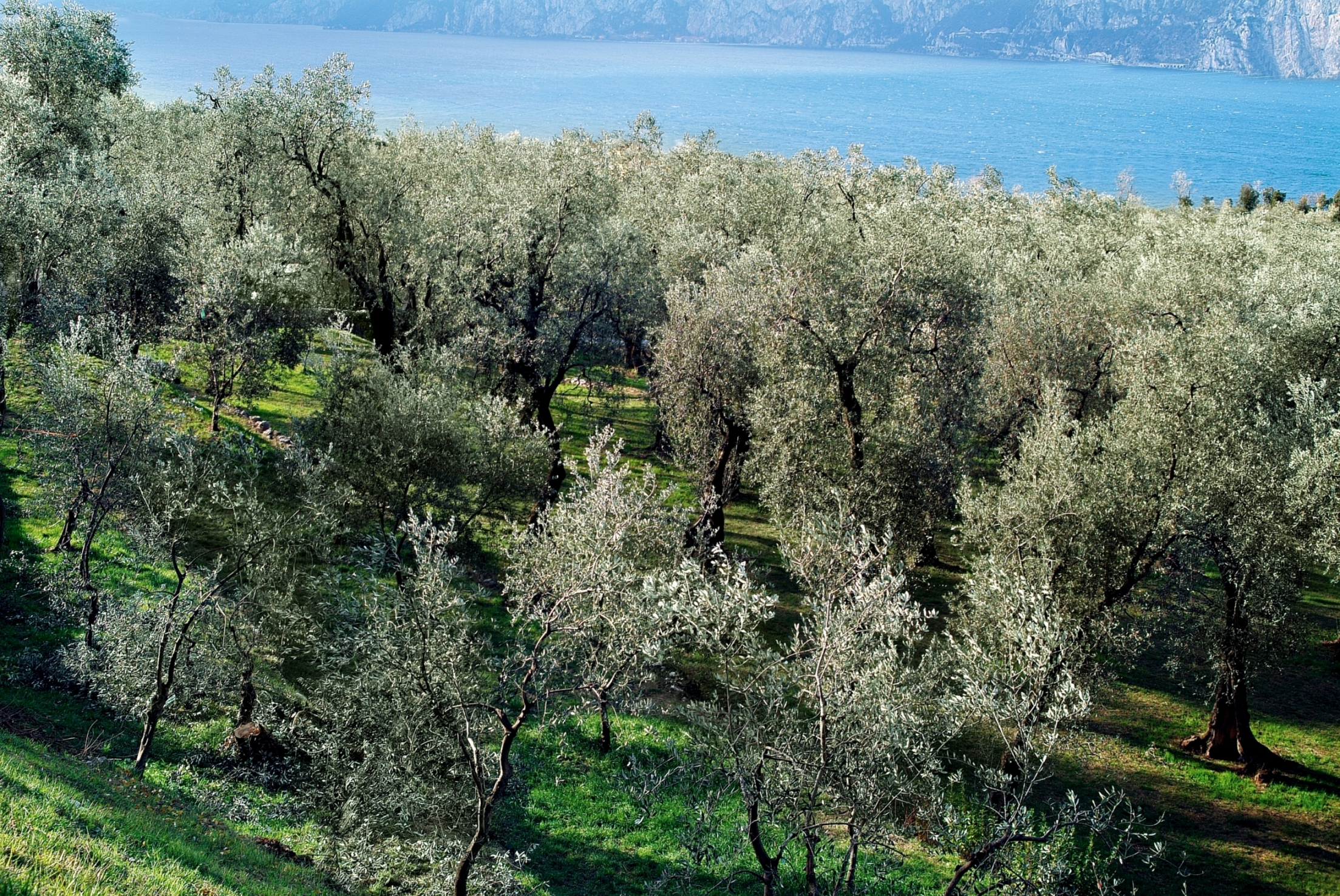
Un oliveto di olio Garda DOP

Sulle pendici più basse dei monti, sulle colline e nelle piane lungo il lago l'olivo trova le condizioni favorevoli per crescere fiorente: i monti lo proteggono da freddi venti boreali mentre il lago è una vitale fonte di calore; inoltre, particolarmente adatta alla coltura dell'ulivo è la terra, in genere ghiaiosa, specialmente quando coperta d'uno strato di creta mista a sabbia. Così, sia sulla sponda occidentale che su quella orientale la pianta domina incontrastata. Dell'olivo, coltivato anticamente in Asia minore e in Egitto, da dove pare si sia poi diffuso in Grecia e quindi in Italia durante il dominio romano, non si conoscono con certezza i tempi di introduzione e diffusione presso il bacino benacense in quanto, nonostante i primi documenti che parlano di questa coltura presso il Garda risalgono all'VIII secolo, quasi sicuramente questa era già presente sul territorio da qualche secolo.
Le varietà più comuni di olivo della sponda occidentale del Garda sono il Gargnà, la Casaliva e il Miol, mentre sulla sponda orientale è preminente la presenza della Raza, anche se sono presenti pure il Favarol, il Gargnà e la Casaliva, il Trep e il Miol. Lungo le sponde del Garda viene prodotto l'Olio del Garda, un olio extra vergine DOP di pregevole qualità, tale da poter gareggiare con gli oli di oliva delle altre regioni italiane, anche se quantitativamente la produzione è relativamente bassa.

#### Agrumicoltura

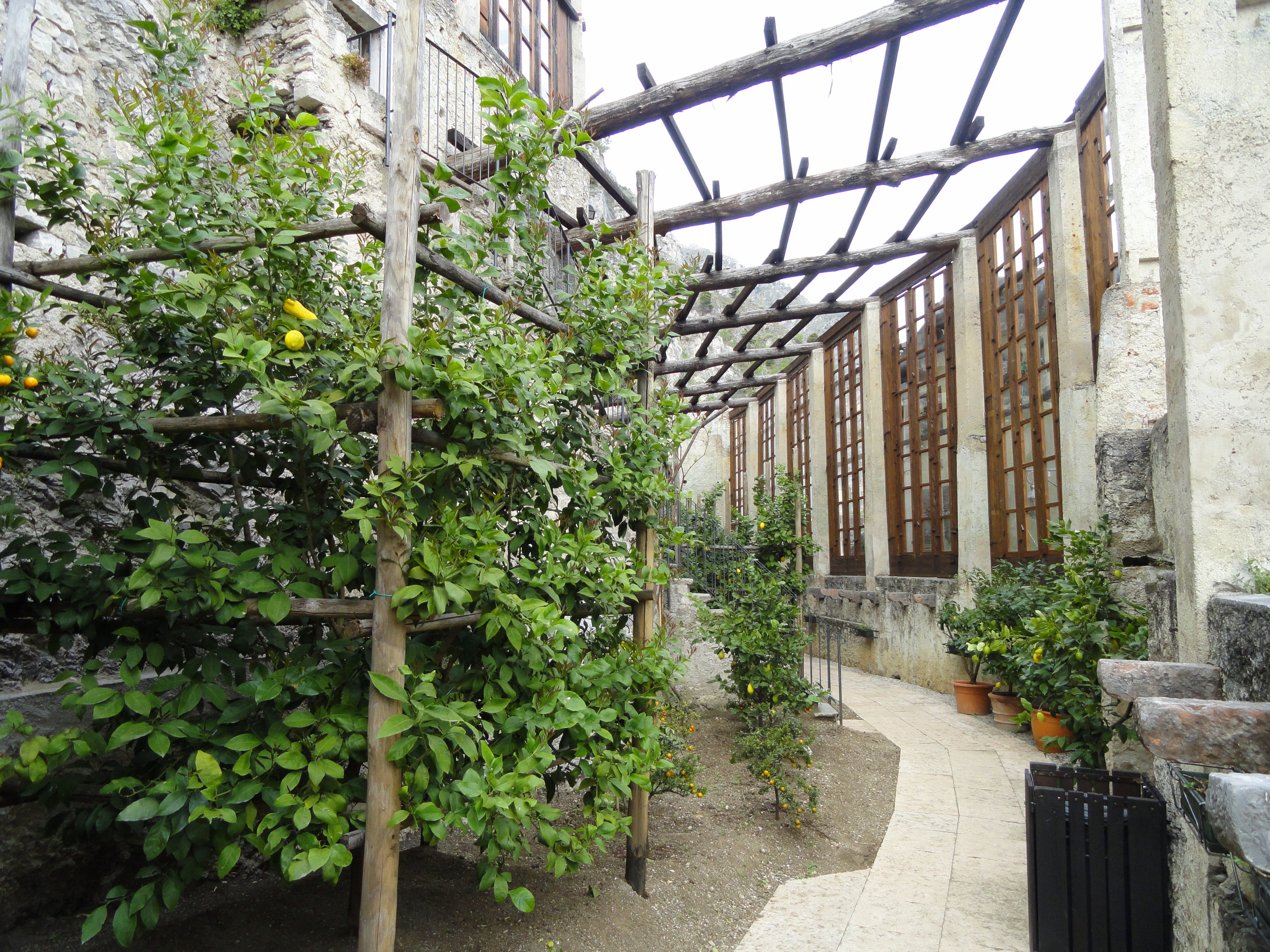
La limonaia del Castel a Limone sul Garda

Nella regione gardesana, specialmente sulla sponda bresciana, vengono coltivate diverse specie di agrumi, introdotte probabilmente dalla repubblica marinara di Genova dopo essere stati importati dall'Oriente: il limone, il cedro, l'arancio, il mandarino e il bergamotto.
La tradizione popolare locale attribuisce l'introduzione del limone ai frati dell'ordine francescano che nel XIII secolo risiedevano in un monastero situato a Gargnano, nel cui cortile interno è presente un porticato sulle cui colonne sono scolpiti aranci e limoni. A Maderno è presente invece un ex convento in cui un'altra tradizione vuole che i frati abbiano piantato il limone per la prima volta, un centinaio di anni dopo rispetto alla possibile introduzione a Gargnano. Non è pertanto possibile conoscere con sicurezza chi e quando abbia introdotto gli agrumi sul lago; si può comunque affermare, grazie ad alcuni documenti, che già nel Quattrocento la loro coltivazione era diffusa e fiorente.
La modalità con cui vengono riparati gli agrumi, tramite grandi serre in pietra locale e legno, è molto particolare. Tali strutture si possono schematizzare in tal modo: lungo uno spianata, generalmente esposta verso sud, vengono coltivati gli agrumi; a nord di questa spianata viene edificato un lungo muro, generalmente alto più di dieci metri, chiuso ai lati da setti murati di minori dimensioni ma stessa altezza. Lungo il fronte sud si trovano invece pilastri leggermente più alti rispetto al setto murario settentrionale, e posti a quattro metri di distanza tra di loro, sopra i quali si poggiano le travi lignee che formano lo scheletro della copertura, e sopra queste si stendono le travi secondarie che completano il tetto. Infine, gli spazi che intercorrono tra un pilastro e l'altro possono essere chiusi da vetrate, ideate appositamente per poter essere tolte durante la stagione calda. Molto spesso sopra il primo ripiano se ne realizzano degli altri, andando così a formare una sorta di gradonata artificiale. Questo metodo di costruzione delle serre è originario della prima metà del Seicento, anche se già nel secolo precedente erano presenti forme arcaiche di queste serre, poi evolutesi.

### Turismo

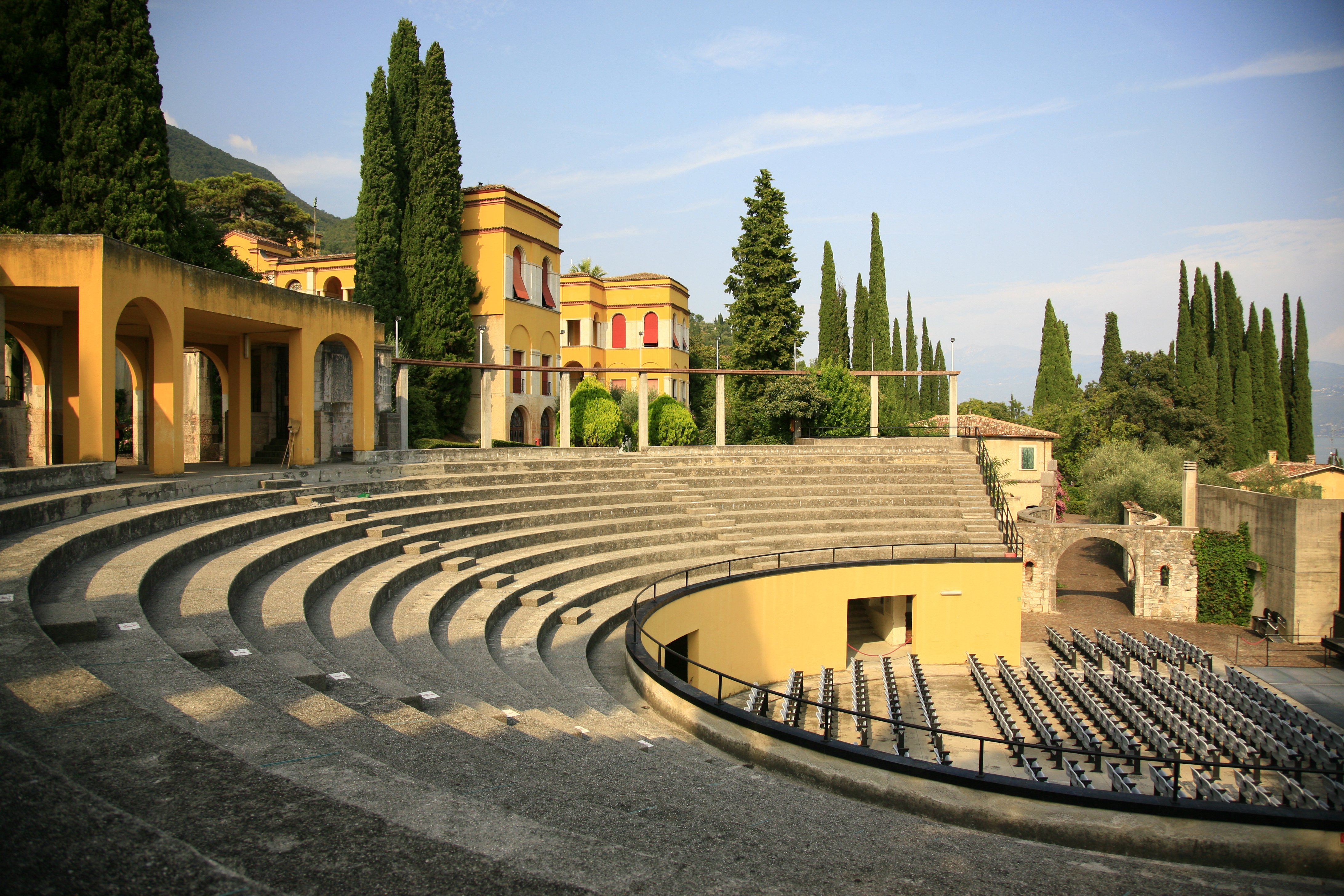
A Gardone Riviera, una delle prime località turistiche del lago, Gabriele D'Annunzio fece erigere il Vittoriale degli Italiani

Già in epoca romana, in particolare a partire dalla prima età imperiale, erano presenti sulle sponde del lago magnificenti ville concepite come luoghi dedicati all'otium, attività di fatto riservata alle classi dominanti, e allo svago, in ragione della felice naturalezza del sito. In particolare Sirmione era luogo privilegiato per la presenza di sorgenti sulfuree che consentivano un utilizzo termale, infatti qui si trovano i resti archeologici di una villa romana nota con il nome di Grotte di Catullo, una tra le più importanti testimonianze romane sul lago. A partire dal Rinascimento le sponde tornarono a popolarsi di ville nobili, concepite come fatti urbani da contrapporsi alla campagna, rendendo il lago, e in special modo la zona nord-occidentale, meta di un turismo di élite; il turismo nella concezione moderna del termine si sviluppò però a partire dalla fine dell'Ottocento, anche se, ovviamente, si trattava ancora di un turismo elitario che riguardava quasi esclusivamente la zona nord-occidentale del lago, «per bontà di clima, per dovizia di acque, per varietà di prodotti, per grandiosità e giocondità di paesaggio, per cortesia di abitanti». Una delle prime località turistiche è stata Gardone Riviera, dove Luigi Wimmer, innamorato del luogo, decise di costruire un piccolo albergo, che venne completato dopo la sua morte dalla moglie: ampliato nel tempo, divenne uno degli edifici che costituivano il lussuoso Grand Hotel Gardone Riviera. Nelle sue prossimità sorsero lentamente altri piccoli alberghi e ville e, dopo che il vate Gabriele D'Annunzio fece qui costruire il Vittoriale degli Italiani, la fama del luogo crebbe ulteriormente.

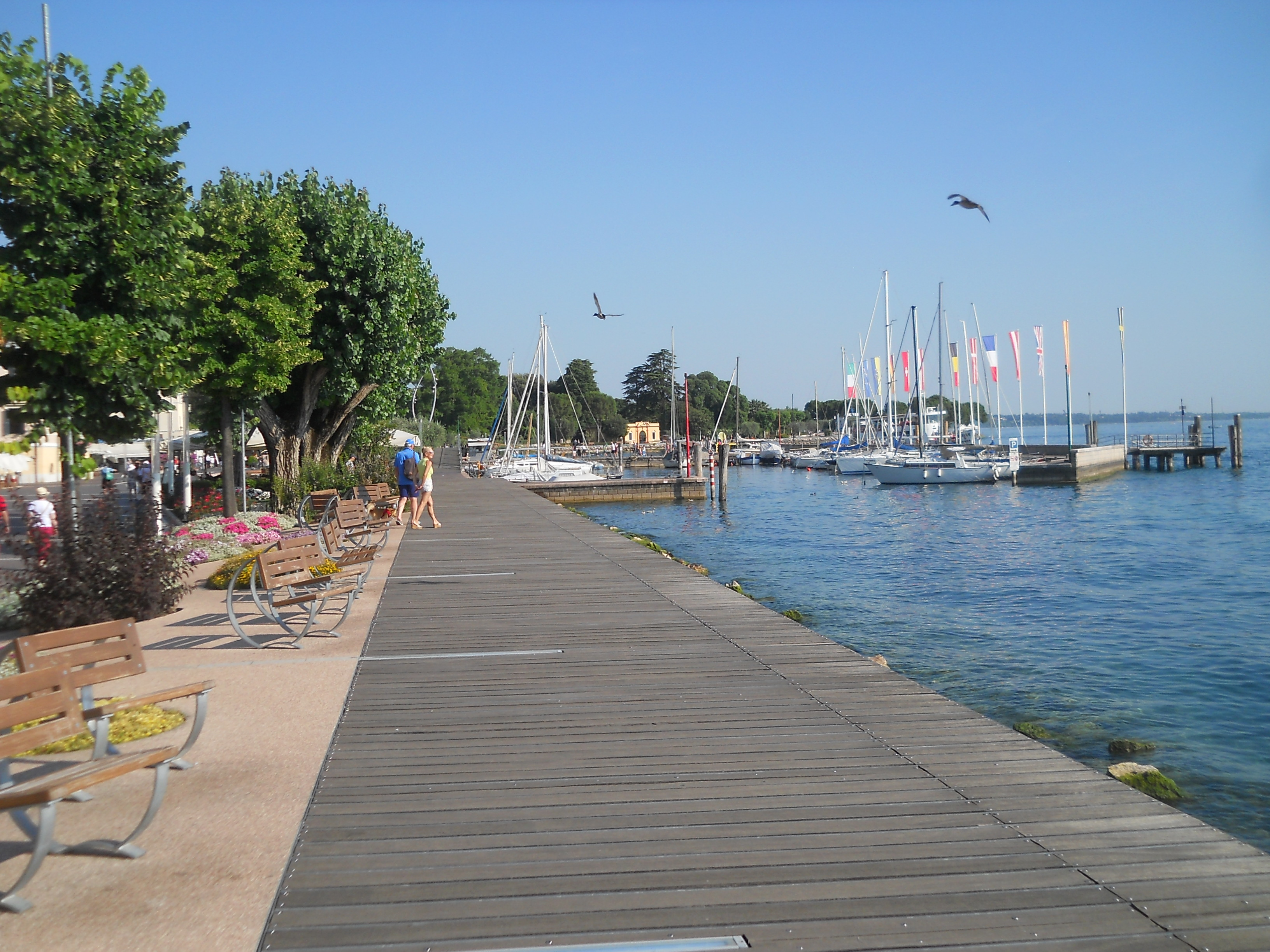
Il lungolago di Bardolino

Nella sponda veronese il turismo arrivò, invece, ben più tardi, all'incirca negli anni trenta del Novecento, quando venne realizzata l'attuale strada gardesana orientale lungo le sponde del lago (precedentemente in molti punti la strada non procedeva lungo la riva, ma più a monte). Con l'arrivo dei turisti vennero pianificati dei "lungolago", cioè dei viali pedonali lungo le sponde del lago nei centri abitati: per realizzarli vennero però parzialmente abbattute numerose abitazioni che si affacciavano direttamente sul Garda.
Dal secondo dopoguerra il turismo ha avuto una sorta di trasformazione: ad un turismo con permanenza lunga si è affiancato il turismo "mordi e fuggi", con una sosta breve, per il solo fine settimana o addirittura per poche ore. Il primo è alimentato da turisti che vogliono passare le ferie sul lago, provenienti da una vasta area (oltre ad italiani, numerosi tedeschi, francesi, svizzeri, olandesi e altri stranieri), mentre il secondo è alimentato da coloro che vivono a breve distanza dal lago e che vogliono trascorrervi qualche ora di svago. Entrambi i tipi di turismo hanno originato cambiamenti notevoli nell'organizzazione del territorio e dei centri abitati. Negli ultimi anni si sono sviluppati altri due tipi di turismo, quello escursionistico, per il quale sono stati realizzate adeguate infrastrutture, e quello della "seconda casa", per il quale sono state introdotte nuove norme.

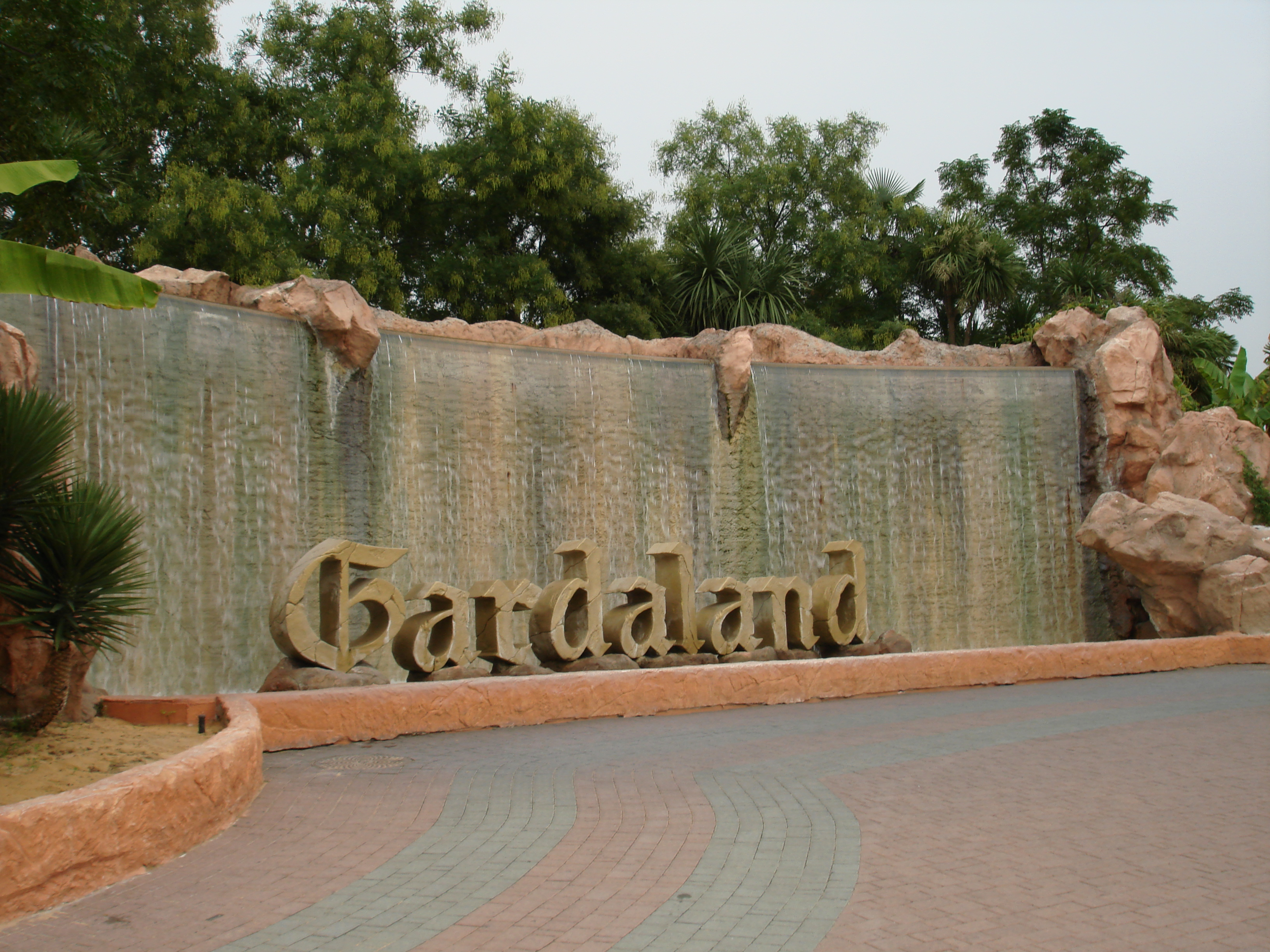
Gardaland, situato presso il comune di Castelnuovo del Garda, è il più visitato parco di divertimenti italiano

Inoltre lungo il lago di Garda e nelle sue immediate vicinanze si è andata a formare, nella seconda metà del Novecento, una vera e propria industria del divertimento, sono infatti nati una serie di parchi noti nel loro insieme come Parchi del Garda. I più importanti tra questi sono Gardaland, un parco tematico dotato di numerose attrazioni turistiche, una struttura ricettiva e uno scenografico acquario, Canevaworld, che presenta all'ospite due diversi parchi, uno tematizzato sul mondo del cinema e un parco acquatico, Parco Natura Viva, un parco faunistico in cui si possono vedere specie a rischio che il parco cura per poi reinserire in libertà, e il Parco giardino Sigurtà, un'oasi verde vasta 60 ettari lungo il fiume Mincio.
Durante l'alta stagione e le festività il traffico risulta essere molto intenso e si è arrivati ormai alla completa saturazione delle rive, che sono quasi diventate un unico agglomerato urbano, con ville, alberghi, campeggi e molti altri edifici turistici, tutti distribuiti lungo l'unico asse di scorrimento, tanto che oggi è iniziata l'edificazione di strutture ricettive nelle zone di pregio più interne (monte Baldo, Lessinia, Valpolicella, colline moreniche e valli bresciane).

## Infrastrutture e trasporti

### Strade
Il lago si trova al centro di un nodo cruciale, compreso tra Verona, Trento e Brescia, ed è quindi facilmente raggiungibile tramite le infrastrutture trasversali padane e quelle dell'asse Brennero-Roma:
- Autostrada A4
  - uscita Desenzano
  - uscita Sirmione
  - uscita Peschiera del Garda
- Autostrada del Brennero
  - uscita Verona Nord
  - uscita Affi - Lago di Garda Sud
  - uscita Rovereto Sud - Lago di Garda Nord

Il lago di Garda è servito da una rete stradale che costeggia interamente il lago e che è costituita dalle seguenti infrastrutture:
- Strada statale 11 Padana Superiore: da Desenzano del Garda a Peschiera del Garda
- Strada statale 45 bis Gardesana Occidentale: da Salò a Riva del Garda
- Strada statale 249 Gardesana Orientale: da Peschiera del Garda a Riva del Garda
- Strada statale 572 di Salò: da Salò a Desenzano del Garda

Il trasporto pubblico è garantito da corse regolari di autobus delle aziende ATV (Azienda Trasporti Verona), Brescia Trasporti e Trentino trasporti.

### Ferrovie

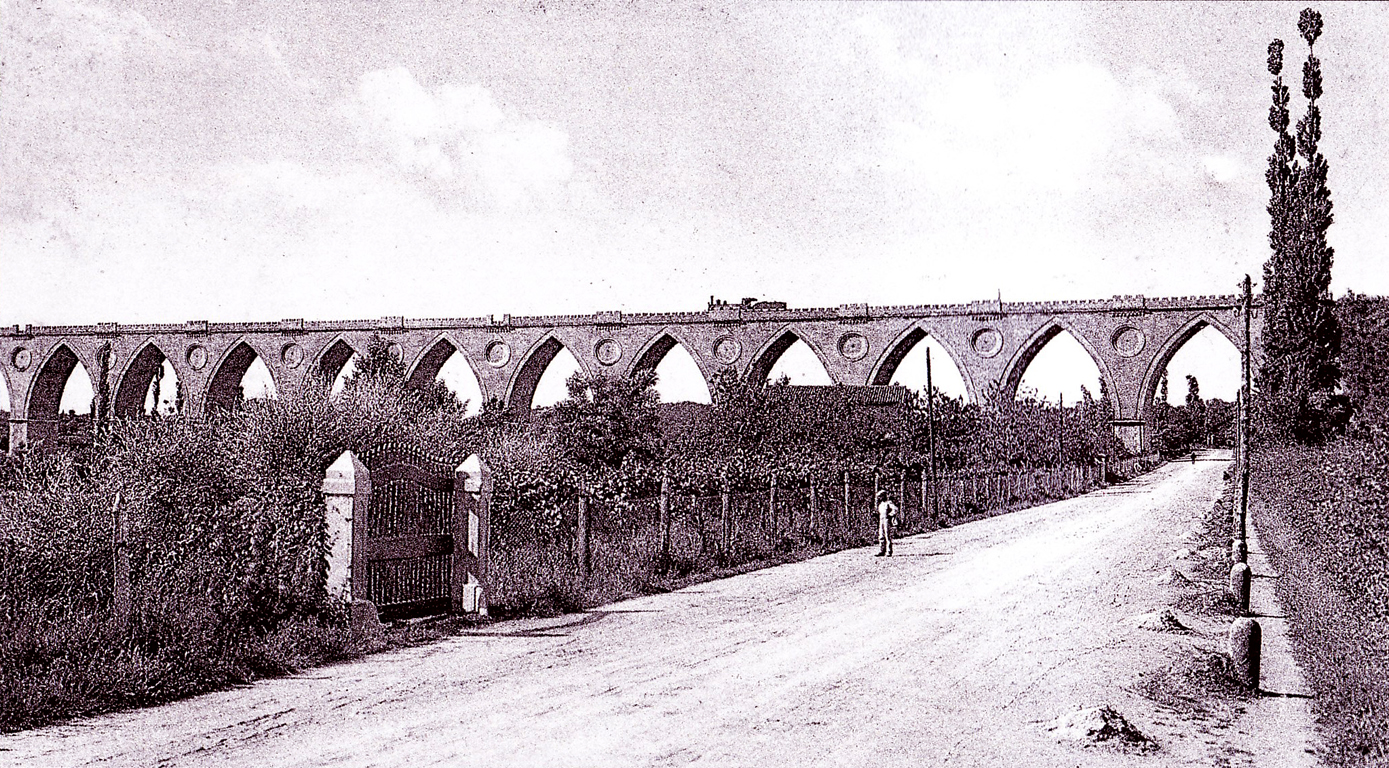
Il vecchio viadotto ferroviario di Desenzano, andato distrutto durante la seconda guerra mondiale

La regione gardesana è direttamente raggiungibile tramite la ferrovia Milano-Venezia, con la stazione ferroviaria di Desenzano-Sirmione e la stazione di Peschiera. In passato il Garda si poteva avvalere però di una più fitta rete di trasporto su rotaia, in quanto alcune linee ferroviarie e tranviarie sono state dismesse nel corso degli anni: la ferrovia Rovereto-Arco-Riva (chiusa all'esercizio nel 1936), la tranvia Brescia-Salò (1954), la ferrovia Verona-Caprino-Garda (1959) la ferrovia Mantova-Peschiera (1967) e la ferrovia Desenzano-Desenzano Porto (1969).

### Aeroporti

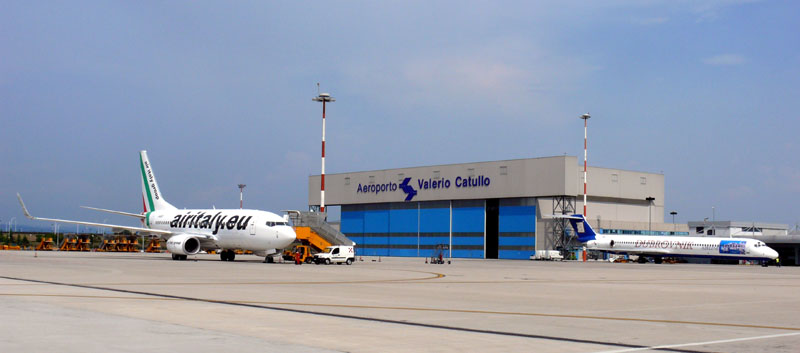
L'hangar dell'aeroporto Valerio Catullo di Verona

La zona del lago è servita principalmente dal vicino aeroporto di Verona-Villafranca. Si tratta di un aeroporto utilizzato durante la seconda guerra mondiale dalla Regia Aeronautica e che divenne scalo civile nei primi anni sessanta, quando fu collegato tramite alcuni voli charter con il nord Europa e per mezzo di collegamenti quotidiani con Roma. Nel 1978 venne fondata la società che trasformò poi lo scalo in una vera e propria aerostazione, riqualificandola poi interamente all'inizio degli anni novanta: in questa occasione furono ampliati i piazzali di sosta aeromobili e delle auto e realizzato l'allacciamento con le nuove tangenziali di Verona, portando così ad un notevole miglioramento della sua raggiungibilità. Grazie a questa serie di interventi nel 1995 l'aeroporto superò il milione di passeggeri in un anno, nel 2001 raggiunse i due milioni e nel 2006 superò i tre milioni di passeggeri transitati.
Non distante dal lago è presente, inoltre, l'aeroporto di Brescia-Montichiari, che accoglie voli di linea nazionali e internazionali per passeggeri, benché sia impiegato preminentemente per servizi cargo e postali.

### Navigazione

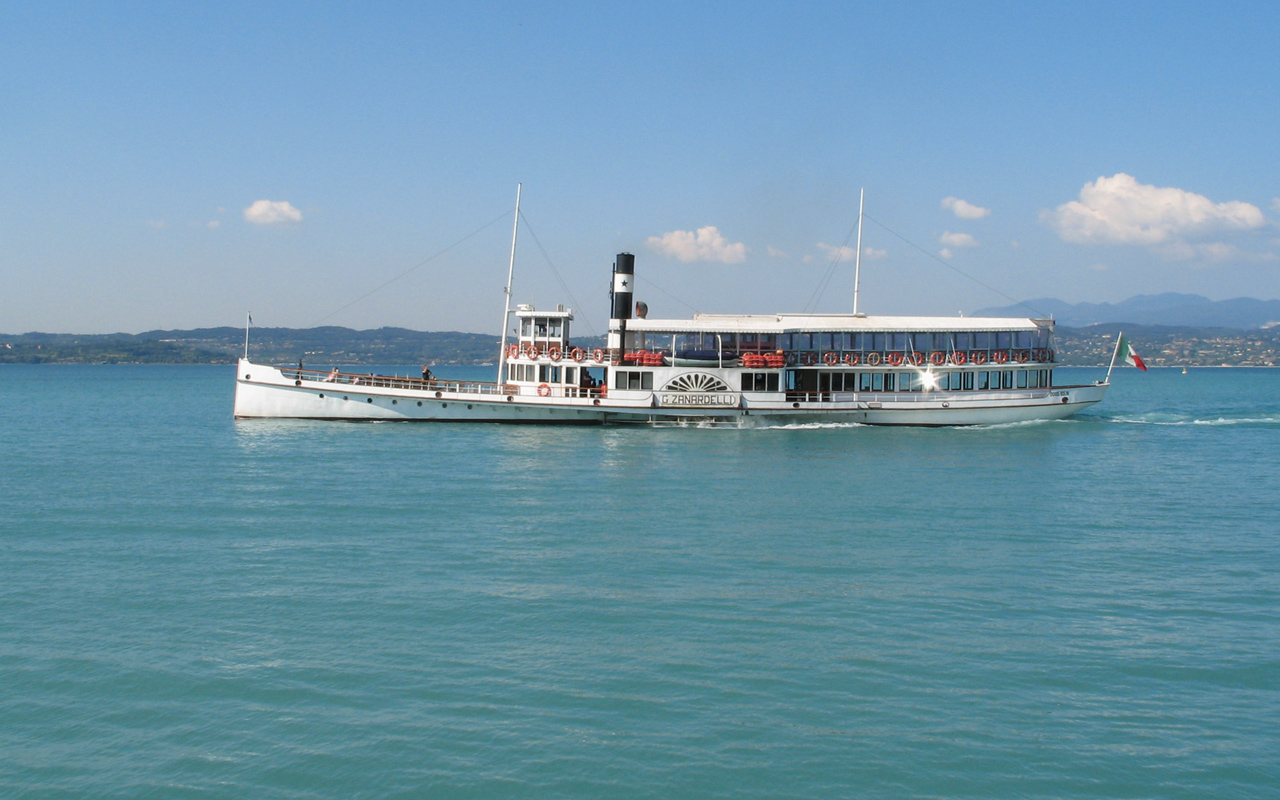
Il battello a ruota Zanardelli, varato nel 1903 e tutt'oggi utilizzato per il trasporto passeggeri, malgrado l'abbandono della motrice a vapore

Nel 1827 si inaugurò la navigazione pubblica sulle acqua del lago, con il varo del primo battello a vapore del Garda, l'Arciduca Ranieri: un battello in legno adibito a trasporto sia merci che passeggeri. Una decina di anni dopo esso venne sostituito da un piroscafo dalle caratteristiche simili, che univa Riva del Garda a Peschiera e Desenzano. Tra il 1830 e il 1839, inoltre, fu in funzione un battello piuttosto curioso, L'amico a prora, meglio conosciuto come Manubrio, che al largo navigava grazie all'apparato velico, ma in prossimità della costa si spostava grazie all'azione di otto cavalli che facevano girare la ruota a pale del battello mediante una serie di ingranaggi. Nel 1885 furono varati due battelli da 300 persone l'uno, l'Angelo Emo e il Lazzaro Mocenigo, mentre nel 1903 venne varato il Zanardelli, dalla capacità di ben 800 passeggeri, nave ammiraglia della flotta del lago tutt'oggi in servizio. Sei anni più tardi invece entrò in servizio il piroscafo Italia, anche questo utilizzato ancora oggi.

Il MAS 96, risalente al primo conflitto mondiale, su cui era imbarcato Gabriele D'Annunzio durante la beffa di Buccari, esposto al Vittoriale

Durante la prima guerra mondiale il servizio di navigazione venne militarizzato, venne inoltre resa operativa una squadriglia di MAS, una piccola e veloce imbarcazione usata come mezzo d'assalto dalla Regia Marina su cui operavano in genere una decina di uomini. Durante la seconda guerra mondiale la flotta sul Garda subì notevoli danni in seguito a bombardamenti alleati e tedeschi.
Nel 1958 venne varato il primo aliscafo in servizio sul lago, la Freccia del Garda, e ancora, qualche anno dopo, venne varato l'aliscafo Freccia degli ulivi. Nel 1959 entrò in servizio invece il traghetto Ticino, che effettuava servizio tra Maderno e Torri del Benaco, seguito qualche anno dopo dalla Regina del Garda e nel 1980 dalla nave-traghetto Brennero, capace di trasportare 800 passeggeri e 50 vetture. A partire dal 1967 la gestione di Navigarda passò al Ministero dei Trasporti, che ubicò la sede amministrativa a Desenzano e il cantiere navale a Peschiera.
La navigazione privata a motore sul lago è permessa solamente a oltre 300 metri di distanza dalla riva, ad eccezione del promontorio di Sirmione, dei golfi di Salò e Manerba e dell'Isola del Garda, dove è consentita oltre i 150 metri. La parte trentina del lago è invece completamente interdetta alla navigazione a motore. La velocità massima è di 20 nodi durante le ore diurne e di 5 nodi durante le ore notturne. È possibile praticare lo sport dello sci nautico in condizioni di tempo favorevole tra le 8 e le 20, mentre il windsurf può essere effettuato da un'ora dopo l'alba fino ad un'ora prima del tramonto, entrambi a distanza di sicurezza dalle zone balneari.